# Ciencia ficción en Italia

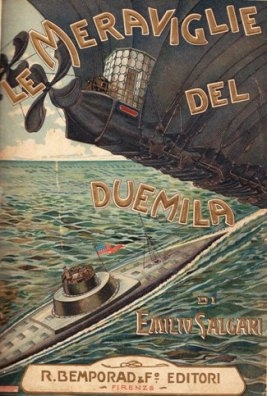
Portada de la novela de Emilio Salgari Le meraviglie del duemila (1907), considerado el texto más importante de la proto ciencia ficción italiana. Ilustración de Carlo Chiostri.

La ciencia ficción italiana ha tenido un transcurso desigual para una narrativa de género que se ha popularizado después de la Segunda Guerra Mundial y, en particular, a partir de la mitad de los años cincuenta, a remolque de la literatura estadounidense y británica. En cambio, los antecedentes históricos más antiguos se pueden encontrar en la literatura del viaje imaginario y de la utopía renacentista, o incluso en obras precedentes, como Los viajes de Marco Polo. Fue a partir de la mitad del siglo XIX cuando aparecen en Italia cuentos y novelas breves de «fantasías científicas» —llamados también «cuentos increíbles» o «fantásticos» o «aventureros», «novelas de los tiempos futuros» o «utópicas», «del mañana»— en los suplementos dominicales de los diarios, en las revistas literarias y en pequeñas novelas de fascículos; a estas se añaden a principios del siglo XX obras más aventureras de Emilio Salgari, Yambo y Luigi Motta, los más importantes autores de la novela popular de la época, llenos de aventuras extraordinarias en lugares lejanos y exóticos, pero también obras de notables figuras de la «alta» literatura, entre los que se cuentan Massimo Bontempelli, Luigi Capuana, Guido Gozzano o Ercole Luigi Morselli.
El nacimiento «oficial» del género en Italia se suele situar en 1952, con la publicación de las primeras revistas especializadas, Scienza Fantastica y Urania, y la aparición del término «fantascienza», calco italiano del «science fiction» inglés; la «edad dorada» va de 1957 a 1960-1962.
Aunque desde finales de la década de los cincuenta la ciencia ficción se convirtió en Italia en uno de los géneros más populares, el éxito de público no fue acompañado del éxito de la crítica: frente a un fandom activo y organizado, no apareció —con raras excepciones— un auténtico interés de la élite cultural italiana, refractaria, cuando no indiferente, a la ciencia ficción, a diferencia de otros géneros que han encontrado un sitio con el paso del tiempo en la discusión académica y en las publicaciones más prestigiosas: obras de ciencia ficción incluso de autores aclamados como Dino Buzzati y Primo Levi fueron acogidas con frialdad.
En el ámbito del cine, se registró un buen número de títulos producidos de los años sesenta a los ochenta, pero es sobre todo a través de la sátira que el cine italiano de ciencia ficción ha expresado su propia originalidad. En el campo televisivo, se realizaron obras casi exclusivamente en los años setenta.

## Primeros precursores

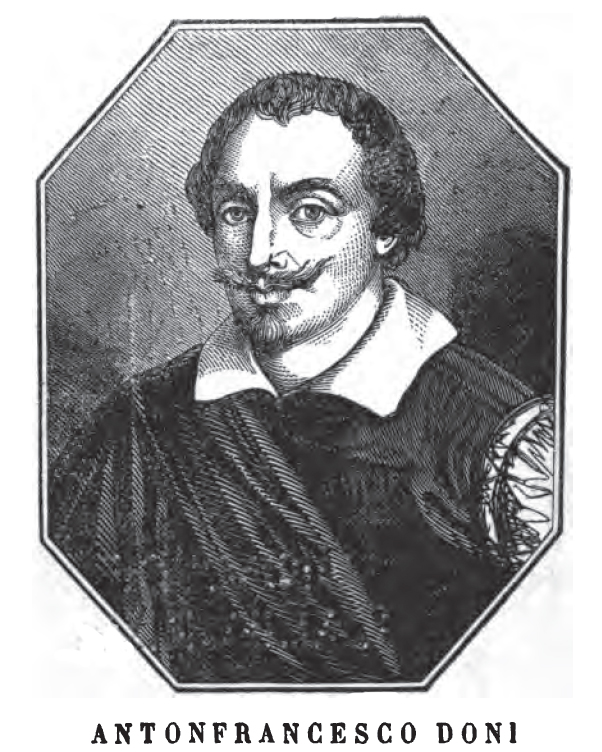
Retrato de Anton Francesco Doni, de la portada de Mondi celesti, terrestri, et infernali (1552)

Teniendo en cuenta que la definición de ciencia ficción no es única, la pertenencia retrospectiva al género de muchas obras de los siglos precedentes al siglo XX —la denominada «proto ciencia ficción»— es discutida. Por ejemplo El Millón de Marco Polo (1298) —según el crítico Carlo Pagetti— puede considerarse proto ciencia ficción, en cuanto que el encuentro del mercader veneciano con el mundo «extraño» del lejano Oriente tiene todo el sabor de un primer contacto.
Historias iniciáticas, como el Sueño de Polífilo (Hypnerotomachia Poliphili) de Francesco Colonna (1499), contienen elementos fantásticos análogos a los de la ciencia ficción, aunque se deberían considerar más bien textos esotéricos que obras de narrativa. El Baldo de Teófilo Folengo (1517) incluye un viaje al infierno, al igual dos siglos antes lo había hecho la Divina Comedia (1304–1321) de Dante Alighieri.
En su Paraíso, Dante describe una especie de anticipación del viaje espacial —adaptado a las concepciones cosmológicas de la época— con la ascensión de su narrador a través de las esferas celestes de la Luna, los planetas de Mercurio a Saturno y de allí a la esfera de las estrellas fijas y al cielo de los ángeles. El universo creado con la alegoría de Dante es perfectamente real desde el punto de vista de la conciencia medieval, pero pertenece todavía a una era precientífica; hay que considerar que el concepto de los planetas como masas físicas no fue tomado en serio hasta los descubrimientos de Galileo Galilei, gracias a la invención del telescopio y que el método científico se inició con el astrónomo italiano.
A su vez, Ludovico Ariosto en el épico Orlando furioso (1516; 1532), narra del viaje a la Luna de su héroe Astolfo a lomos del hipogrifo, para recuperar el juicio perdido del paladín Orlando en un gran valle lunar donde yacen los ensueños olvidados y las pasiones desperdiciadas.
Los más antiguos precursores de lo que luego se convertiría en la literatura de ciencia ficción —casi todos en la corriente de lo que hoy se denominaría política ficción— pueden encontrarse principalmente en el género del viaje fantástico y de la utopía renacentista de los siglos XV al XVI. Habría sido de hecho Utopía (1516) del inglés Tomás Moro —traducida del latín por Ortensio Lando y publicada en Venecia en 1548 por Anton Francesco Doni— la que sirvió de chispa inicial para la literatura fantástica y de ciencia ficción italiana. No se trata de una narrativa normal de aventuras o fabulosa, sino de una literatura considerada «progresista y revolucionaria frente a las estructuras sociales, a la mentalidad y al contexto histórico del tiempo».
A esta categoría de obras pertenecen al menos 150 novelas y un gran número de cuentos, comenzando con I mondi del ya citado Anton Francesco Dones (1552), en el que habla sobre una sociedad anarquista-comunista influida por Moro y con reminiscencias de la República platónica; La città felice de Francesco Patrizi (1553); L'isola di Narsida de Matteo Buonamico (1572); La reppubblica immaginaria de Ludovico Agostini (1583-90);  y la célebre La ciudad del Sol de Tommaso Campanella (1602), en el que los habitantes han abolido la propiedad privada, poniendo en común todo (mujeres incluidas) y creen en la religión natural, no en el cristianismo histórico; les siguen La reppubblica d'Evandria de Ludovico Zuccolo (1625); La reppubblica regia de Fabio Albergati (1627); y La reppubblica delle api de Giovanni Bonifacio (1627).
De 1670 es un texto fundamental para las futuras novelas sobre los viajes espaciales, el Prodromo, del jesuita Francesco Lana de Terzi, que incluye el primer estudio sobre las posibilidades del vuelo humano espacial a bordo de una nave voladora.
A finales del siglo XVII y en el XVIII —la edad de la razón, pero también de un vivo interés por los mundos esotéricos— la producción narrativa de utopías disminuye y las obras notan la influencia francesa y británica, sobre todo de Voltaire, con su Cándido, y de Jonathan Swift. Viaggi di Enrico Wanton alle terre incognite australi, ed ai regni delle scimie, e de' cinocefali de Zaccaria Seriman (1749; 1764) ofrece una visión satírica de la sociedad veneciana del tiempo; L'uomo d'un altro mondo de Pietro Chiari (1768) aparece calcado de las novelas de Swift y Montesquieu; el extenso y ambicioso Icosameron de Giacomo Casanova (publicado en francés en 1788, pero en parte esbozado en italiano) es una de las primeras incursiones fantásticas en la Tierra hueca; se reveló un clamoroso fracaso comercial, hasta el punto de llevar al autor casi a la ruina.
El ejemplo de Ariosto fue seguido por algunos poemas de género fantástico, como La moda (1746) de Giambattista Roberti, Estasi e rapimento sopra la Luna di Archerio Filoseleno (1763) de Biagio Caputi, Il mondo della Luna de Diodoro Delfico, de alias Saverio Bettinelli, (1767) y Volo per lo spazio de Giovanni Battista Zappi (1782). También Carlo Goldoni coquetea con el género en Il mondo della luna, un drama jocoso en tres actos de 1750, en el que se cuenta la historia de un astrólogo tramposo que pone en escena una elaborada farsa con (falsos) habitantes de la luna.

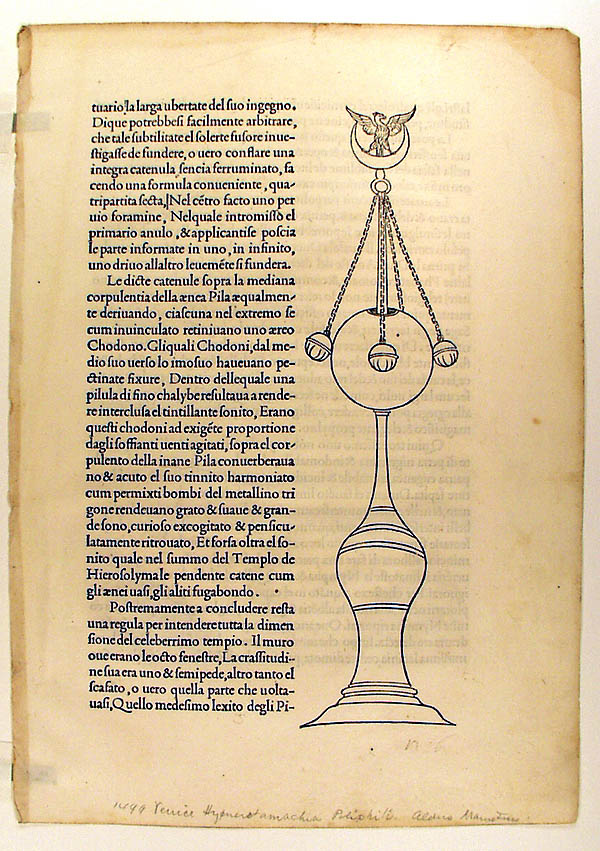
Ilustración de la edición de Aldo Manuzio del Polifilo (Hypnerotomachia Poliphili) de Francesco Colonna (1499).
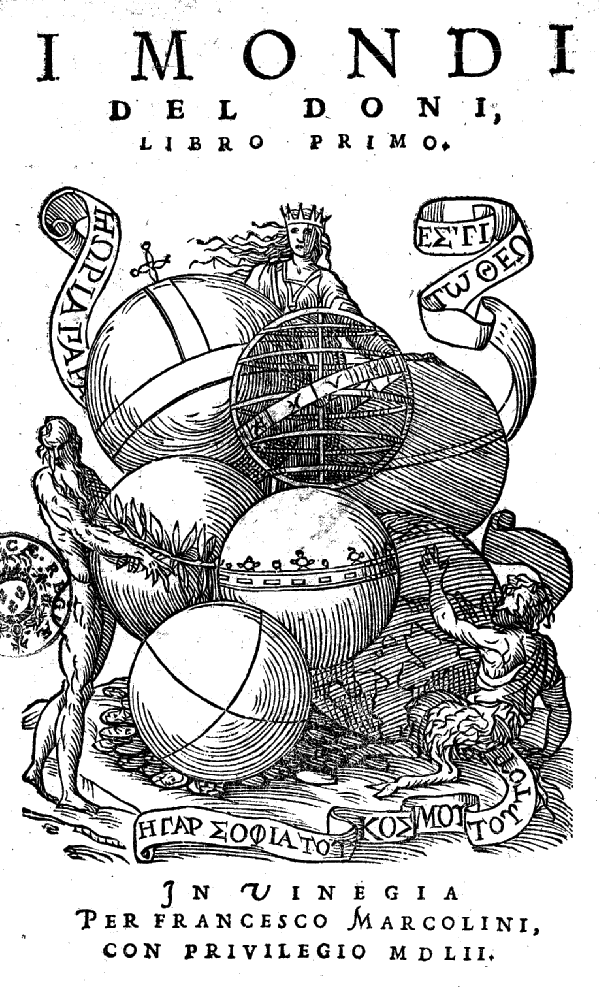
Frontespiczio de I mondi de Anton Francesco Doni, libro I (1552)
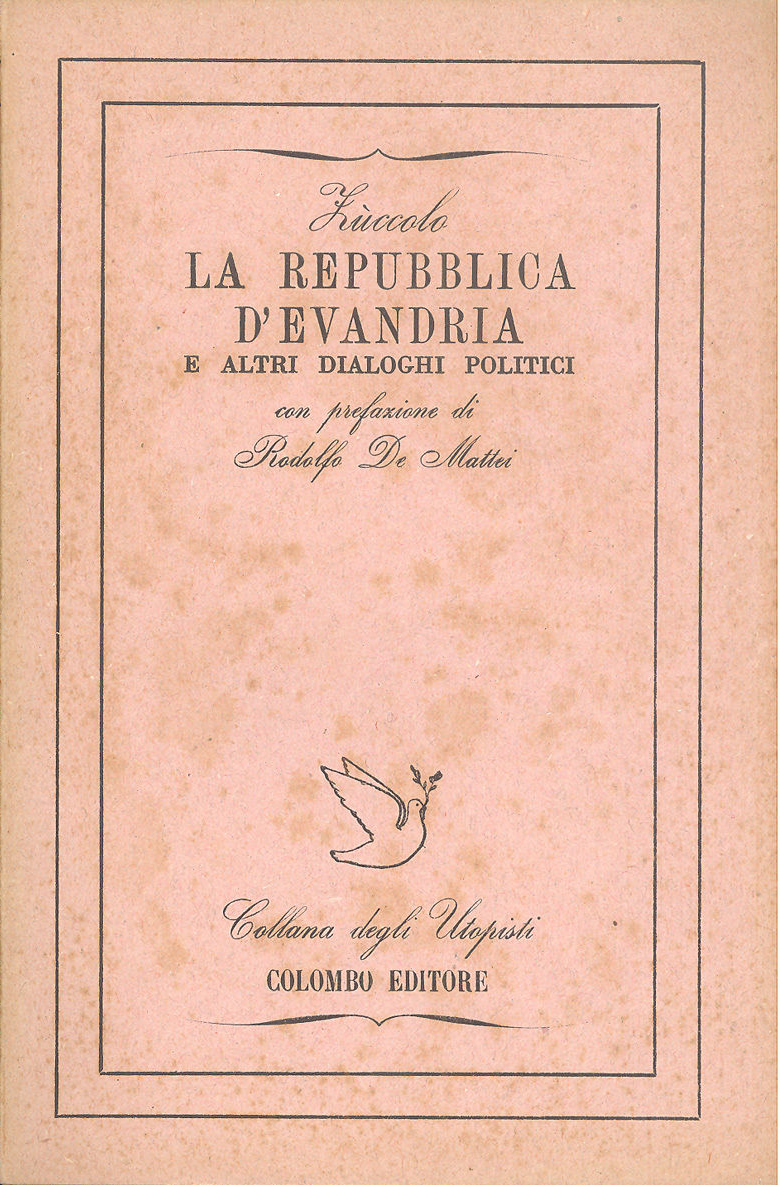
La repubblica d'Evandria (1625) de Ludovico Zuccolo (edición de 1944)
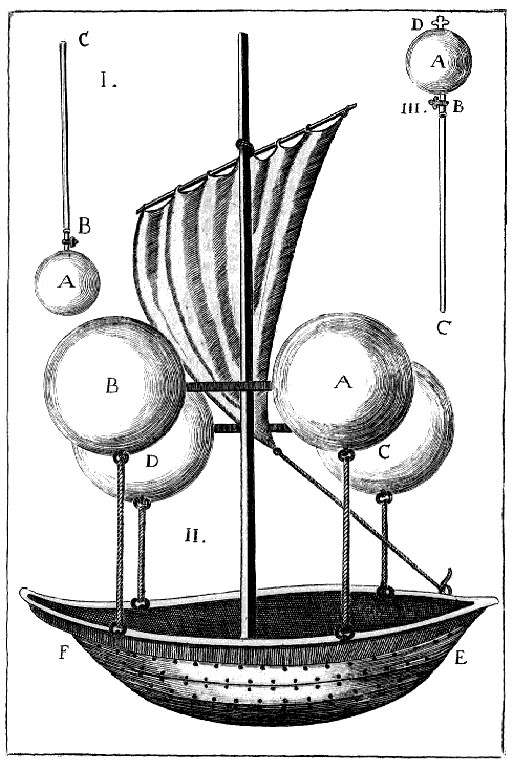
El barco volador a vacío concebido por Francesco Lana de Terzi (hacia 1670)

## SigloXIX

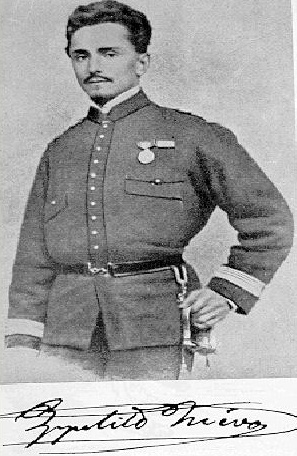
Ippolito Nievo (1831 - 1861), autor de una de las mayores aportaciones a la ciencia ficción italiana del, Storia filosofica dei secoli futuri.

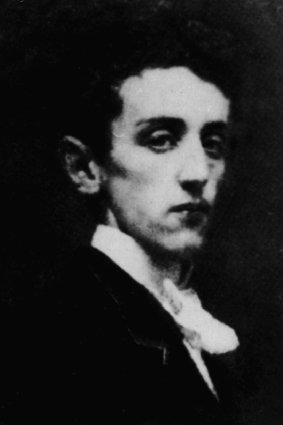
Carlo Dossi (1849-1910), autor de La colonia felice (1874).

Durante el Romanticismo, la cultura italiana —muy impregnada de la Unificación de Italia— no estuvo tan interesada en las revoluciones industriales y científicas de la época: es por lo tanto inútil tratar de encontrar un Frankenstein como el de Mary Shelley o cuentos fáusticos como los de Edgar Allan Poe y Nathaniel Hawthorne en la literatura italiana. A pesar de ello, Giacomo Leopardi, inspirado por Galileo, encontró el modo de afrontar el tema de la relación entre la literatura científica y la imaginación: en sus Operette morali (1827) aparece el diálogo entre el anatomista Federico Ruysch y sus momias, renacidas al inicio de un nuevo ciclo cósmico. El patriota Federico Confalonieri publicó en el folio científico literario milanés Il Conciliatore (1818-1819), una historia satírica que tiene por protagonista a Fric-frac, un habitante de la Luna llegado a la Tierra.
A partir de 1835, aparecieron en periódicos y opúsculos de todo el mundo supuestos descubrimientos científicos revolucionarios atribuidos (falsamente) al astrónomo John Herschel, en lo que pasaría a conocerse como Great Moon Hoax («gran engaño lunar»); una traducción anónima fue publicada en Florencia y Nápoles en 1836. Ese mismo año fueron publicados Un viaggetto nella Luna di N.N. accademico tassoniano, atribuido a Bartolomeo Veratti, y Lettera su la ipotesi degli abitanti de' pianeti, un breve texto del padre Francesco Bruni que se ocupa de la cuestión de la pluralidad de los mundos. De 1838 es Il viaggio nell'universo de Francesco Viganò. También en Nápoles, en torno a 1840 se publicó una serie de impresos titulados Pulcinella sulla Luna (un viaje fantástico en globo). La moda de los descubrimientos lunares se agotó en el curso de pocos años, sin embargo en 1857 aparece Viaggio alla luna del astrónomo napolitano Ernesto Capocci, que narra un viaje al satélite ocho antes del De la Tierra a la Luna de Verne, el primero realizado por una mujer, ambientado en un futurible 2057.
Ippolito Nievo —más conocido como autor de Le confessioni d'un italiano— escribió en 1859 uno de los mayores aportes a la ciencia ficción italiana de todo el siglo, la Storia filosofica dei secoli futuri, una historia futura de Italia que se extiende hasta el año 2222. Presentándose de forma satírica y humorística, la obra de Nievo, en continua oscilación entre la utopía y distopía, toca temas políticos sociales y culturales de gran relieve y anticipa numerosos hechos históricos futuros, como la unificación italiana, la excavación del canal de Suez, el fin del poder temporal de los papas, la guerra franco-prusiana de 1870, la secularización de la cultura, las guerras mundiales iniciadas por los alemanes, el nacimiento de la Unión Europea, la invención del robot o seres artificiales (llamados «homúnculos», «hombres de segunda mano» o seres auxiliares), la difusión de los narcóticos, la alienación y la anomia de la sociedad contemporánea.
Siguieron I misteri politici della Luna de 1863 de Guglielmo Folliero de Luna, una alegoría inspirada en los acontecimientos que levaron a la unificación italiana; Abrakadabra - Storia dell'avvenire (1864-65), una historia apocalíptica ambientada en el Milán de Antonio Ghislanzoni, libretista de Aida y autor de otras historias de ciencia ficción humorísticas; y los Racconti fantastici (1869) de Igino Ugo Tarchetti.
En el curso de la década de 1870 aparecieron varias obras inspiradas en diversos modelos europeos: las «maravillas del futuro» a la Verne y la «guerra del futuro» inspirada en The Battle of Dorking: Reminiscences of a Volunteer de George Tomkyns Chesney (1871). Dentro de este último topo, aparece el opúsculo anónimo de 1872, Il racconto di un guardiano di spiaggia, Traduzione libera della ‹Battaglia di Dorking›. Capraia 189..., una breve novela de política ficción atribuida a Carlo Rossi que imagina una próxima invasión naval de Italia por parte de Francia, en un momento político en que se quería reforzar la marina italiana.
En 1874 aparecieron las novelas Nel 2073! Sogni d'uno stravagante, de Agostino Della Sala Spada, y el más famoso La colonia felice, de Carlo Dossi, una especie de novela jurídica que tuvo un gran éxito editorial e inició un debate sobre la prisión.
Desde la segunda mitad del siglo XIX, junto con otros géneros de novela y folletín populares, se tradujeron de forma masiva las obras de Julio Verne, que tendrían una gran influencia en todos los autores y en particular sobre Emilio Salgari. De la fama alcanzada en Italia por el escritor francés es testimonio un soneto que dedica a su desaparición Guido Gozzano, el más célebre representante del Crepuscularismo: In morte di Giulio Verne (1907). Inspirado en las obras de Verne —por sus digresiones de divulgación científica— parece haber sido la novela de aventuras Dalla Terra alle stelle. Viaggio meraviglioso di due italiani ed un francese de 1887, de Ulisse Grifoni (ampliación del precedente Da Firenze alle stelle, 1885). Siguiendo con la idea del barniz antigravitatorio de H. G. Wells, imagina el descubrimiento casual de esta sustancia extraordinaria, la construcción de una astronave y un viaje al espacio, primero sobre África y luego hasta Marte (esta última etapa debía haber aparecido en la segunda parte de la novela, que nunca fue publicada). Grifoni publicó seguidamente la novela «fantástico-científica» Il giro del mondo in 30 giorni (1899) y la de política ficción Dopo il trionfo del socialismo italiano. Sogno di un uomo di cuore (1907) que, como varias otras del género a partir del siglo XIX, se inspira en el socialismo utópico.

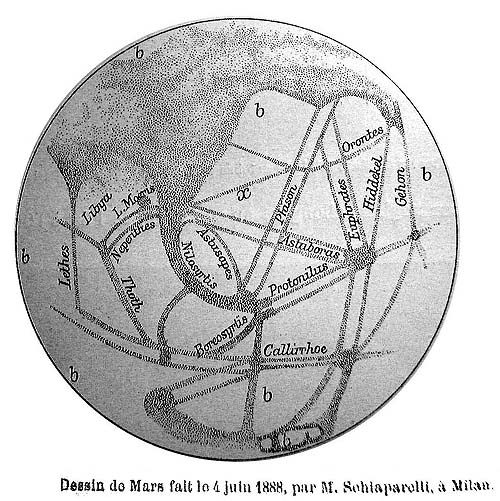
Mapa de Marte de Schiaparelli, 1888, que muestra los famosos «canales».

Entre 1893 y 1895 el astrónomo italiano Giovanni Schiaparelli publicó sus observaciones del planeta rojo que había recopilado desde 1877 y cuyas traducciones fueron el origen de la idea de los «canales de Marte». Entre las diversa novelas de la época que retoman el tema marciano se puede mencionar Dalla Terra a Marte (1895) di F. Bianchi, publicado dos años antes de la famosa La guerra de los mundos de Wells (traducida al italiano en 1901).
La novela L'anno 3000 - Sogno de Paolo Mantegazza (1897) es una de las obras escritas como reacción al éxito de ventas de 1888 de Edward Bellamy, Looking Backward: 2000-1887 (traducido al italiano a principios de la década de 1890). Al contrario que la utopía socialista de Bellamy, el Sueño de Mantegazza tiene un carácter satírico y antisocialista. Narra el viaje de una pareja de jóvenes en el año 3000 y describe una utopía tecnológica en la que los principales problemas del mundo han sido resueltos por la ciencia y las viejas ideologías se han convertido en obsoletas.
A finales del siglo XIX se extiende escolarización gracias a la unificación de Italia y aparecieron en el mercado editorial, en gran expansión, dos innovaciones que se mantuvieron hasta los años treinta del siglo XX: las revistas de aventuras y los fascículos, publicaciones en cuotas (16 o 32 páginas) pensadas originalmente para dar amplia difusión a obras caras, que posteriormente podían ser encuadernadas por el comprador. Nació así un género popular —distinto del más culto y comprometido de los Della Sala Spada, Dossi y Grifoni— que inicialmente estuvo dirigido a un público adulto, para más tarde acercarse también a los más jóvenes en el curso de la década de 1920, para finalmente, a partir de 1930, dirigirse exclusivamente a los niños con historias de ciencia ficción.
Según Carlo Pagetti, la ficción especulativa —tanto en su forma gótica, como en el ámbito de la maravilla y de lo extravagante— parece atraer a los lectores italianos más modernos, más que la retórica cognitiva del género de la ciencia ficción, motivo por el que Giacinto Spagnoletti define la ciencia ficción naciente como «neofantástico». Destacados ejemplos de este tipo de ficción especulativa son las obras de Scapigliati, que lucharon contra la tradición y el provincialismo, difundiéndose en el norte de Italia a partir los años sesenta del siglo XIX.

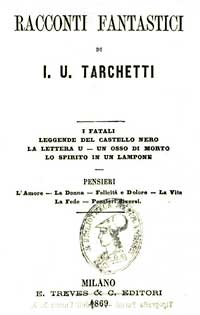
Portada de Racconti fantastici de Igino Ugo Tarchetti, 1869.
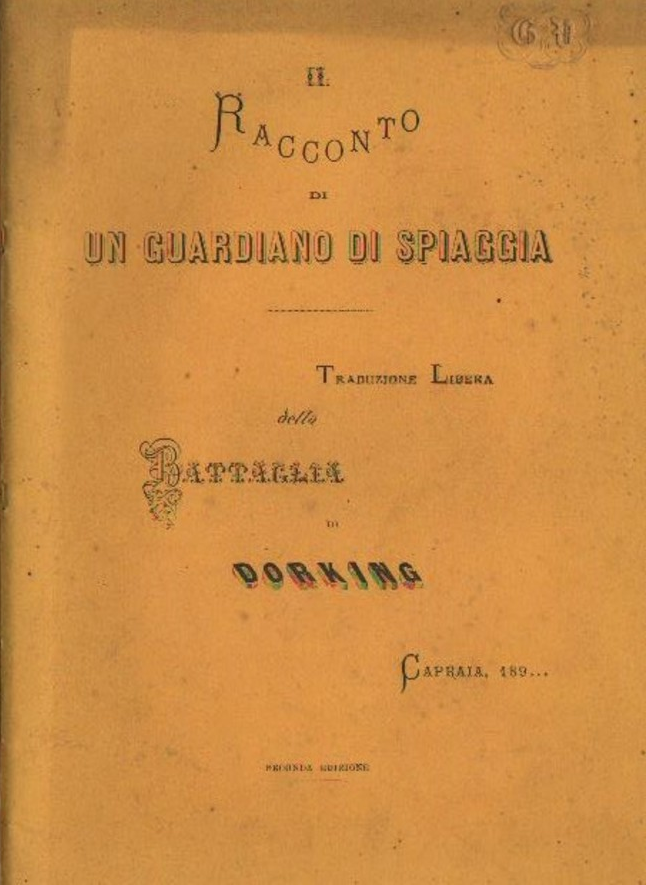
Un guardiano di spiaggia, un brochure panique de 1872 publicad de forma anónima por Carlo Rossi.
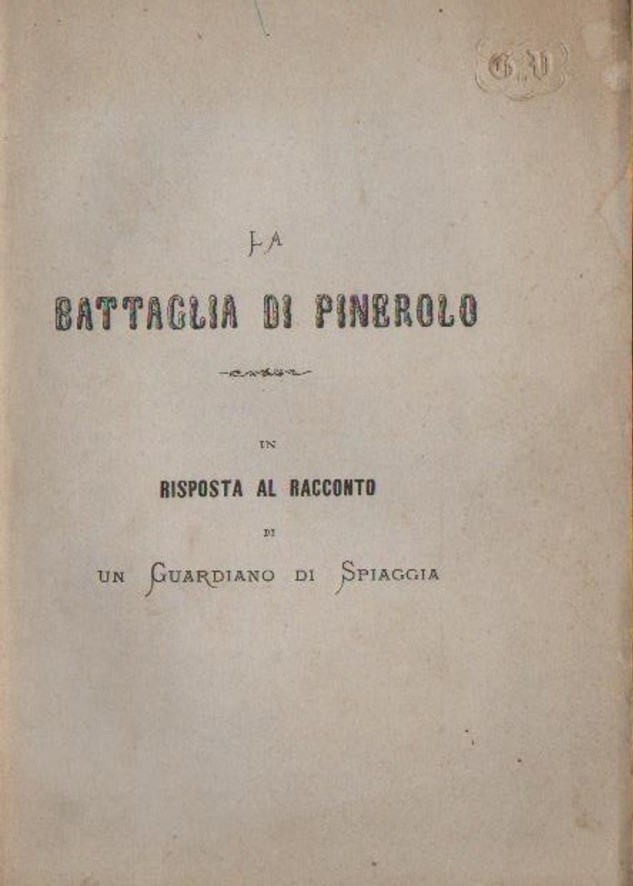
La battaglia di Pinerolo de 1872, publicada en respuesta a Un guardiano di spiaggia.
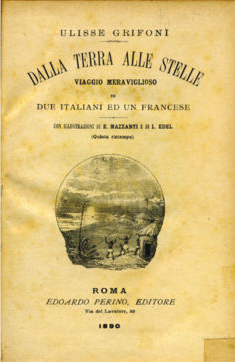
Dalla Terra alle stelle de Ulisse Grifoni (1887). Portada de la edición en dos volúmenes de 1890. Ilustraciones de Enrico Mazzanti (1850-1910).
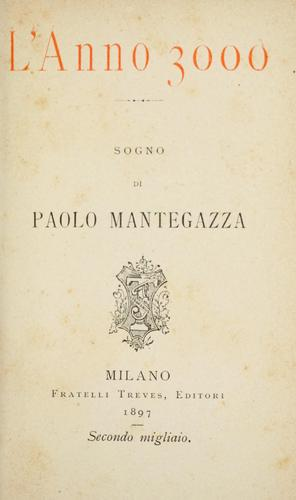
L'anno 3000 - Sogno de Paolo Mantegazza, 1897.

## Principios delsigloXX

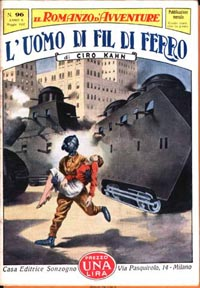
L'uomo di fil di ferro de Ciro Khan (o Kahn), Il Romanzo d'Avventure 96, Sonzogno, 1932.

Desde finales del siglo XIX aparecieron en Italia historias y novelas breves de ciencia ficción en los suplementos dominicales de los periódicos, en revistas literarias, colecciones popular y obras antológicas. Sus autores son algunos de los protagonistas de la literatura popular de la época: Emilio Salgari, el máximo exponente del género de los viajes y aventuras en tierras exóticas, Yambo y Luigi Motta, así como figuras bien conocidas de la «alta literatura», incluyendo a Massimo Bontempelli, Luigi Capuana, Guido Gozzano, Ercole Luigi Morselli. La desconfianza de la élite intelectual humanista dominante frente al pensamiento científico todavía contribuyó a impedir una propagación del género en la primera mitad del siglo. La única colección que se sitúa claramente en el género apareció en 1907, dirigida por Luigi Motta.
Entre la Primera Guerra Mundial y 1952 la narrativa continuó dos tendencias principales: por un lado, la aventura y los viajes extraordinarios, en los que es difícil distinguir las historias para niños de aquellas para adultos, y por el otro, los «avances» futuros de tipo utópico.
A pesar de que existe una relación directa entre la ciencia ficción y el Futurismo, este movimiento vanguardista ofrece, con su exaltación de la máquina y la velocidad, una importante contribución a la formación de una conciencia proyectada hacia el futuro y el progreso científico;
 la experiencia futurista —según P. Antonello— «ha representado, sin duda, una novedad en cuanto a la recepción de la innovación tecnológica, y, por el contrario, ha producido algunos ejemplos interesantes de ‹novelas de anticipación›, incluyendo a Volt, Fillia y el mismo Marinetti». En Mafarka il futurista (1909), Filippo Tommaso Marinetti introdujo la figura de un hombre artificial, una máquina voladora cyborg que es el símbolo del hombre nuevo; Rosa Rosà (Edith von Haynau) escribió un excelente ejemplo de ciencia ficción feminista con Una donna con tre anime (1918); Volt (Vincenzo Fani Ciotti) publicó La fine del mondo (1921), situado en un futurista 2197. En 1929 un colectivo de escritores vanguardistas y futuristas encabezado por Marinetti y Massimo Bontempelli, el «Gruppo dei Dieci», publicó Lo zar non è morto, una novela de aventuras de política ficción y de espionaje escrita a veinte manos.
Durante los años treinta y cuarenta del siglo XX, el régimen fascista hizo descender una cortina de censura que de hecho impidió cualquier comunicación con la cultura estadounidense, por lo que las obras maestras de la Edad de Oro de la ciencia ficción solo fueron conocidas mucho más tarde, a partir de los años cincuenta.
El primer estudioso en Italia que se ocupó de la ciencia ficción desde el punto de vista crítico fue el filósofo Antonio Gramsci: en sus Quaderni del carcere —una colección de apuntes y notas escritas entre 1929 y 1935 durante su encarcelamiento, publicado póstumamente de 1948 a 1951— Gramsci aborda entre otros el tema de la literatura popular y el folletín, la identificación de un «género» que él clasifica como «novela científica de aventuras, geográfica», con Julio Verne como el mayor exponente, incluyendo también a H. G. Wells y Edgar Allan Poe.
El hecho de que en Italia no hubiese revistas especializadas y la consiguiente dispersión de la producción literaria en las revistas de viajes y de aventuras, contribuyó a que la ciencia ficción se mantuviese como «una subcategoría literaria mal definida y en gran medida todavía desconocida para los lectores italianos hasta años cincuenta». El primer intento editorial en este sentido se debe a Armando Silvestri (1909-1990), ingeniero de Palermo, ya activo como autor desde mediados de los años veinte (La meravigliosa avventura, 1927; Il signore della folgore, 1931) y editor en jefe de la revista del Ministerio del Aire, que en 1938 propuso —sin éxito— el proyecto para una revista trimestral de ciencia ficción, siguiendo el ejemplo de Amazing Stories: aventuras espaciales, que deberían alternarse mensualmente con otras ambientadas en el mar, en tierra y en el aire. La idea no encontró el favor de la editorial y finalmente solo se publicó una revista dedicada a la aeronáutica, Avventure del cielo, publicada entre 1939 y 1943.

### Salgari

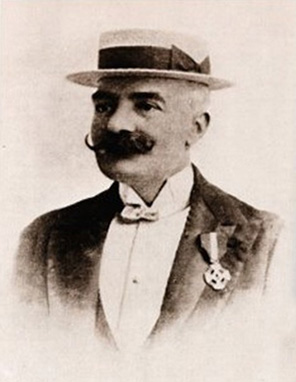
Emilio Salgari (1862-1911)

El novelista italiano más conocido por sus historias de aventuras, el escritor veronés Emilio Salgari, es citado a menudo como uno de los principales precursores de la ciencia ficción en Italia. A pesar de que en su momento fue llamado el «Verne italiano», en realidad Salgari —según Gianfranco Turris— «no era muy dotado para la especulación futurista y rara vez se inserta en alguna de sus obras aparatos y equipos que van más allá de las tecnologías del momento».
La excepción más notable es su novela Le meraviglie del duemila (Las maravillas del 2000, 1907), considerado el texto más importante de «proto ciencia ficción» italiana. Es la historia de dos hombres que, gracias al descubrimiento de un principio activo de una planta exótica extraña que suspende de funciones vitales, consiguen viajar en el tiempo durante cien años, moviéndose desde 1903 hasta 2003, allí se encuentran con una sociedad profundamente cambiada; así podrán aprender acerca de un mundo poblado de máquinas voladoras, trenes subterráneos y velocísimos, ciudades submarinas y muchas otras maravillas tecnológicas. Los hombres del futuro están en contacto con los marcianos y ambos pueblos conocen el vuelo interplanetario. Los protagonistas, sin embargo, terminan pereciendo debido al excesivo frenesí de la vida y de la futura electrificación del aire: una advertencia de Salgari contra los riesgos ocultos en el progreso científico que se coloca a esta novela dentro del género distópico, más que en el utópico.
Las demás obras de Salgari nunca están ambientadas más allá de su época.
A pesar de esto, varias otras novelas de Salgari contienen ideas de ciencia ficción a la Verne: como Al Polo Nord (1898), un viaje en submarino; La montagna d'oro (también conocido como Il treno volante, 1901), una aventura en dirigible al corazón del África negra; I figli dell'aria (1904) y su secuela, Il re dell'aria (1907), aventuras de la máquina voladora sobre el fondo de la guerra ruso-japonesa; los cuentos Alla conquista della Luna (1893) y La stella filante (1903). Ideas de ciencia ficción también están presentes en dos historias que muestran sobre todo la influencia de los viajes extraordinarios de Verne, Duemila leghe sotto l'America (1888; también conocido como Il tesoro misterioso), una caza del tesoro en un mundo perdido subterráneo, y la historia L'isola del Mar dei Sargassi (o L'isola delle sette città).

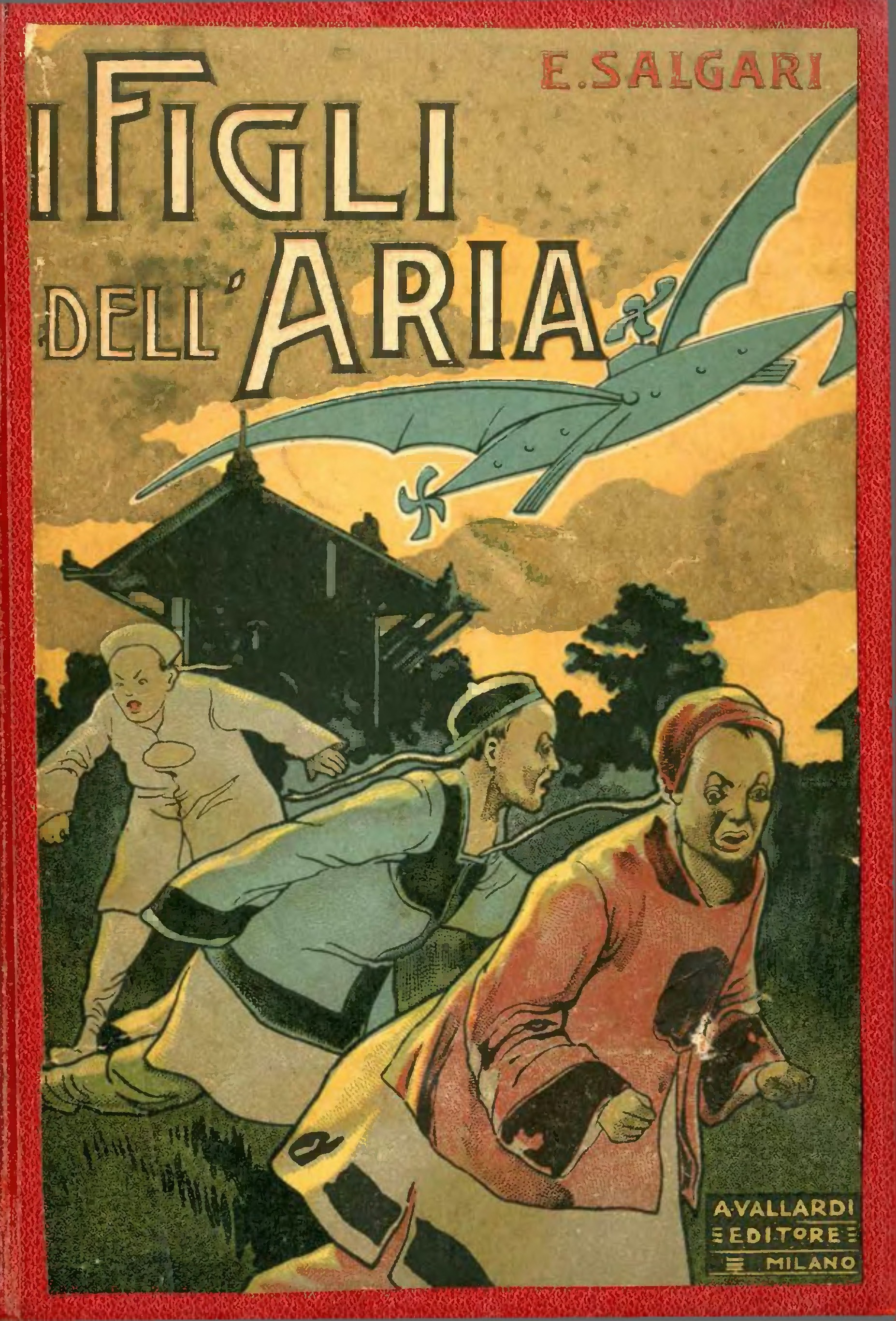
I figli dell'aria, 1904. Ilustraciones de Rodolfo Paoletti (1866-1930).
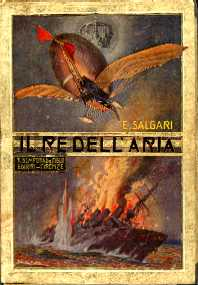
Il re dell'aria (1907), edición de 1924. Ilustraciones de Alberto Della Valle (1851-1928).
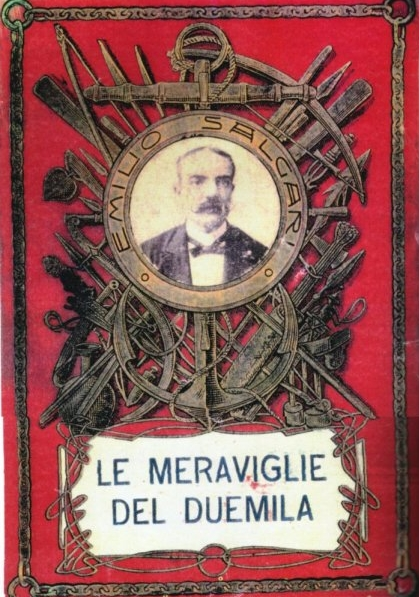
Le meraviglie del duemila, edición de 1907. Ilustraciones de Carlo Chiostri (1863-1939).
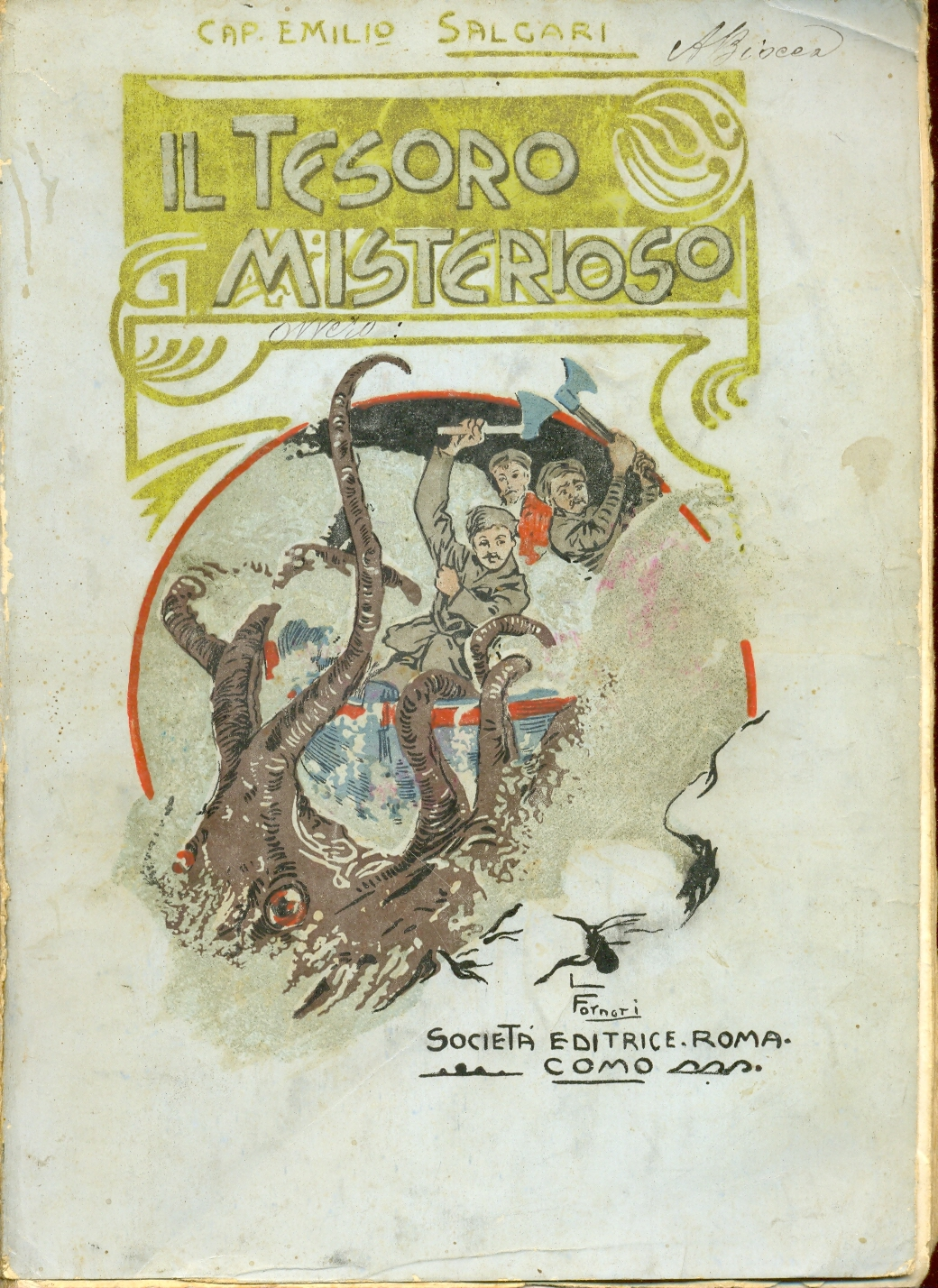
Il tesoro misterioso, 1907 (edición de Duemila leghe sotto l'America, 1888). Ilustraciones de Luca Fornari.

### Yambo

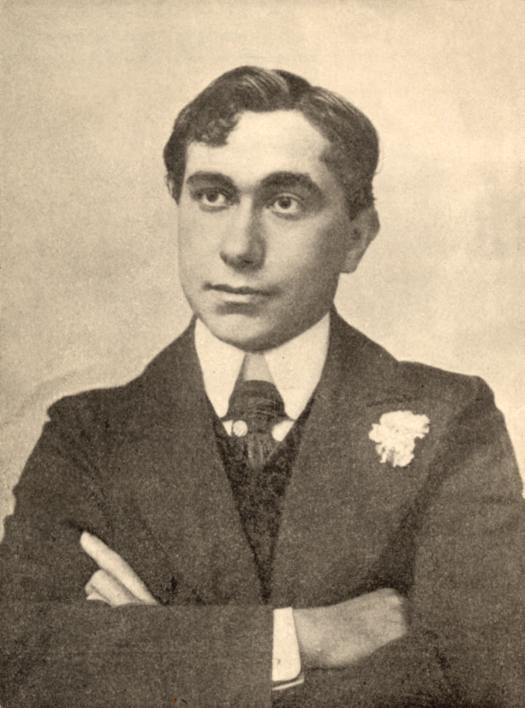
Enrico Novelli (1876-1943), nombre real de Yambo

A caballo entre los siglos XIX y XX llegaron las obras de otro autor prominente de la literatura popular, más conocido por sus libros para niños y reimpreso con frecuencia durante toda la primera mitad del nuevo siglo: Enrico Novelli, también conocido como Yambo (nacido Enrico de' Conti Novelli da Bertinoro). Personalidad versátil (periodista, ilustrador, escritor, dibujante de historietas y cineasta), escribió en varias revistas populares de viajes y aventuras, siguiendo el modelo de Verne, pero sus obras están desprovistas de todas esas meticulosas anotaciones geográficas y etnológicas que eran el orgullo de Salgari y Verne. Yambo se inspiraba más bien en otro autor francés, que como él también era un ilustrador, Albert Robida, por su sutil y paradójica vena irónica. De Yambo se pueden recordar muchos viajes extraordinarios por tierra (Due anni in velocipede, 1899, Gli eroi del Gladiator, 1900, aventuras en una ruta del tren transafricano, Capitan Fanfara. Il giro del mondo in automobile, Fortunato per forza! o Il talismano delle 100.000 disgrazie, 1910); por mar (Atlantide - I figli dell'abisso, 1901, una expedición en submarino por el fondo del mar para descubrir a los supervivientes del continente perdido); en el espacio: Dalla terra alle stelle (1890), Gli esploratori dell'infinito (1906), obra maestra fantástica del escritor, un viaje espacial de dos periodistas filántropos por el sistema solar montados en un asteroide, con un encuentro con los marcianos, La colonia lunare, 1908, con una expedición de una nave espacial futurista a una Luna con vida en el fondo de los cráteres y el comienzo de su colonización, Il re dei mondi, 1910; en lo infinitamente pequeño (L'atomo, 1912); entre los dinosaurios (L'uovo di pterodattilo o L'allevatore di dinosauri, 1926).
En Viaggi e avventure attraverso il tempo e lo spazio (1933), un libro entre la narrativa fantástica y la de divulgación, dirigido principalmente al público joven, Novelli trata temas como la búsqueda de la pérdida Atlántida y otros misterios, destinada a ser desarrollado treinta años después, en la vena de la «arqueología misteriosa», por Peter Kolosimo.
Yambo es un precursor incluso en el cine de ciencia ficción: escribió, dirigió y actuó en la comedia que posiblemente representa el debut de cine italiano en el género de la ciencia ficción: Un matrimonio interplanetario, un cortometraje mudo de 1910; y en las historietas: escribió y dibujó algunas de las primeras historias de ciencia ficción en historietas italianas a mediados de los años treinta.

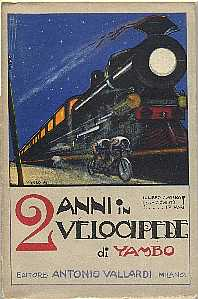
Due anni in velocipede (1899)
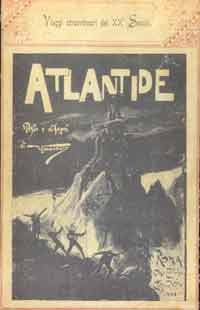
Atlantide (1901)
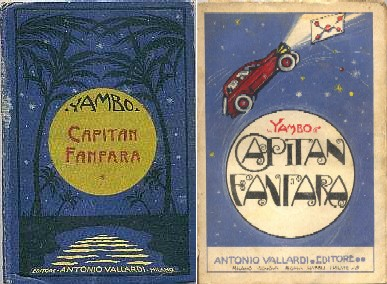
Capitan Fanfara (1904)
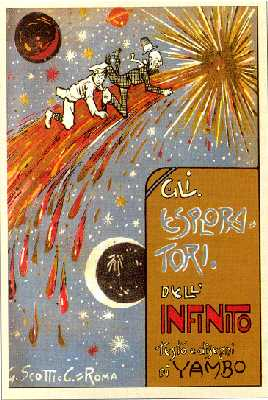
Gli esploratori dell'infinito (1906)
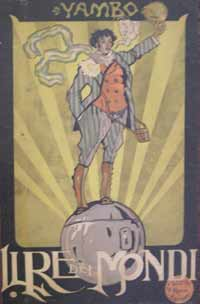
Il re dei mondi (1910)
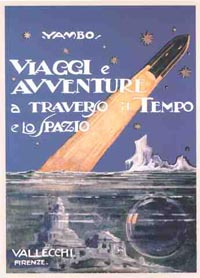
Viaggi e avventure attraverso il tempo e lo spazio (1933)
- Un matrimonio interplanetario (1910)

### Luigi Motta

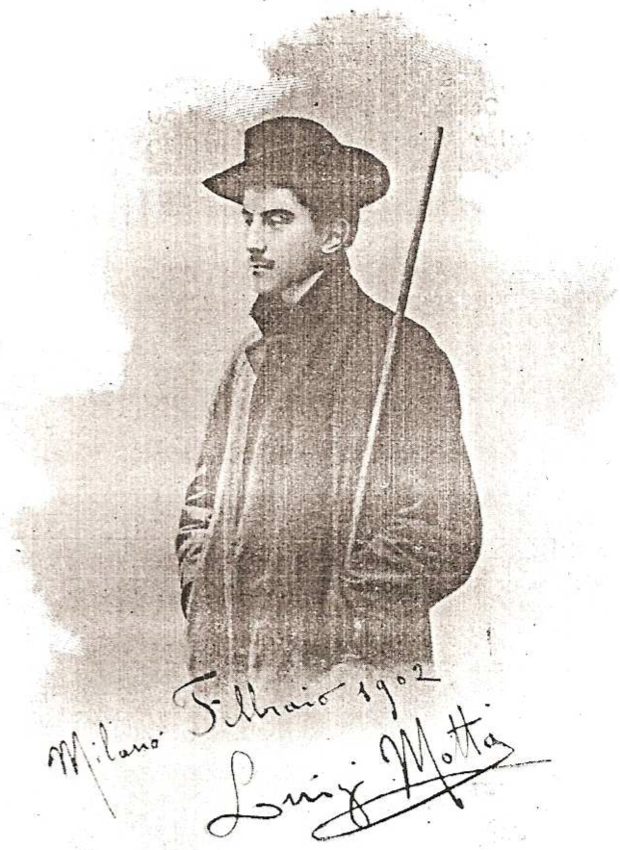
Luigi Motta, 1902 (imagen publicada en la novela Il Sahara di ghiaccio, Bemporad 1904).

El escritor que más se acerca a la obra de Salgari es otro veronés, Luigi Motta, que publicó más de 100 novelas de aventuras, no todos realmente escritos por él, sino que también el usó diversos negros, habituales en esa época. Motta, limitándose generalmente a imitar el género de Salgari, sin embargo, afirma que «quiere dar un aire científico a la novela de aventuras», colocándose entre Verne y Poe y mostrando una cierta independencia en sus historias de ciencia ficción. Entre sus principales obras se encuentran I flagellatori dell'oceano (1901), Il raggio naufragatore (1903), I misteri del mare indiano (1904), L'onda turbinosa (1908), Gli esploratori degli abissi (1909), La principessa delle rose (1911), Il tunnel sottomarino (1912), Fiamme sul Bosforo (1913), Il vascello aereo (1913), I tesori del Maelstrom (1919), L'aeroplano nero (1924), Il sommergibile fiammeggiante (1924), I giganti dell'infinito (1934), La battaglia dei ciclopi (1935), Il demone dell'oceano (1935), Il naufragatore dell'oceano (1935), L'ombra dei mari (1935), L'isola di ferro (1936), L'impero della Ramavala (1937), L'aereo infernale (1939) y Quando si fermò la Terra (1951).
En particular, La principessa delle rose, publicado en 1911 y escrito tres años antes por Motta en la estela de las novelas sobre la guerra del futuro, la necesidad de un rearme europeo y el «peligro amarillo», es una novela de política ficción ambientada en el siglo XXI y describe el desarrollo una guerra librada con armas del futuro contra un enemigo de la confederación asiática enemiga de Occidente.
Motta publicó varias obras junto con su colaborador Calogero Ciancimino, la más famosa de las cuales es Il prosciugamento del Mediterraneo (1923), ambientada en un futuro 1956. También dirigió la única colección bien caracterizada de la primera mitad del siglo, la «Biblioteca fantastica dei giovani italiani» (1907), que publicó dos series de ocho folletos de dieciséis páginas dedicados a las obras de ciencia ficción, fantásticas, de terror y realistas de autores italianos, aunque bajo seudónimos extranjeros: una experiencia que no se repetirá.

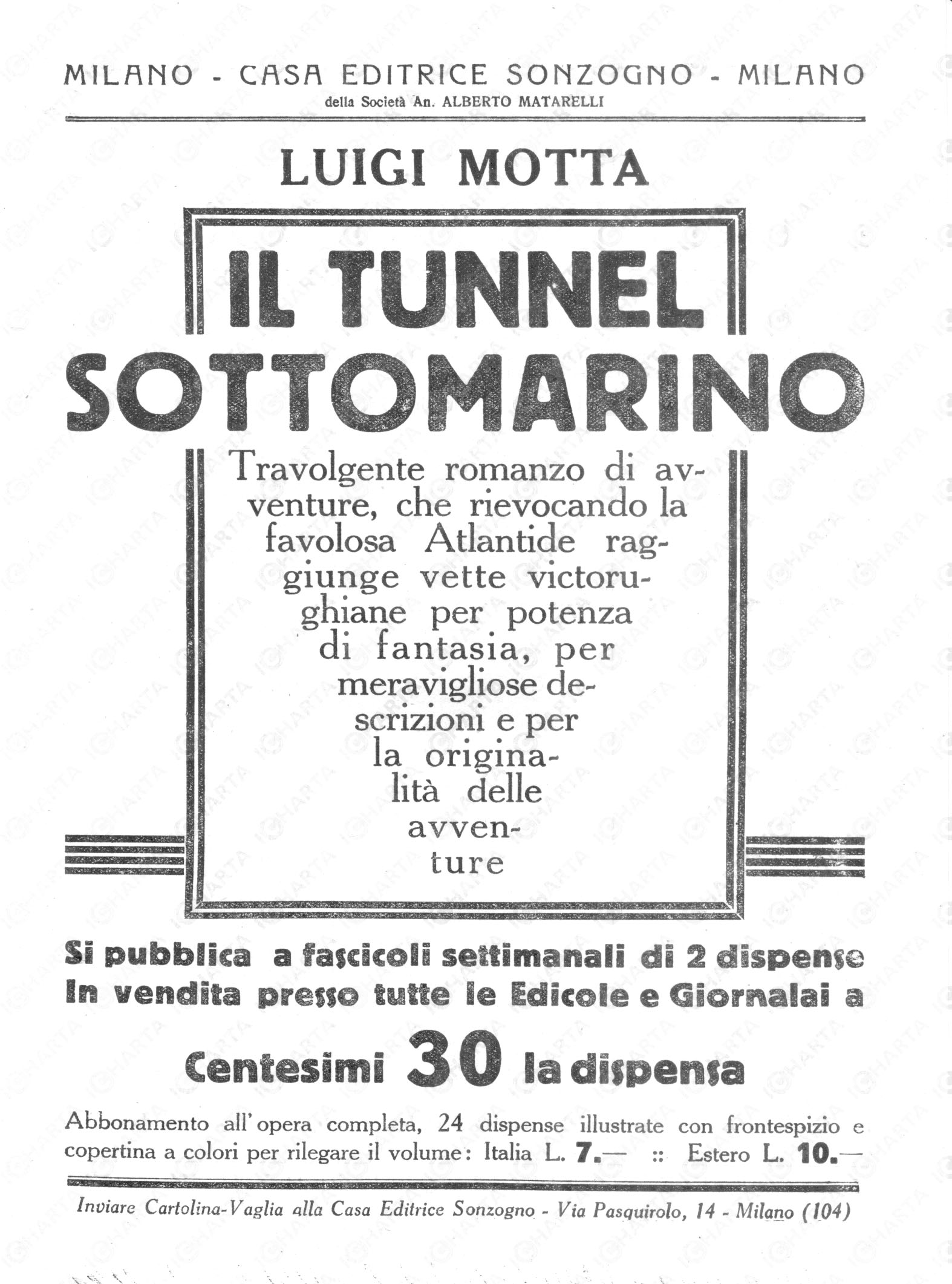
Folleto publicitario para la novela publicada por entregas Il tunnel sottomarino, Sonzogno, 1927.
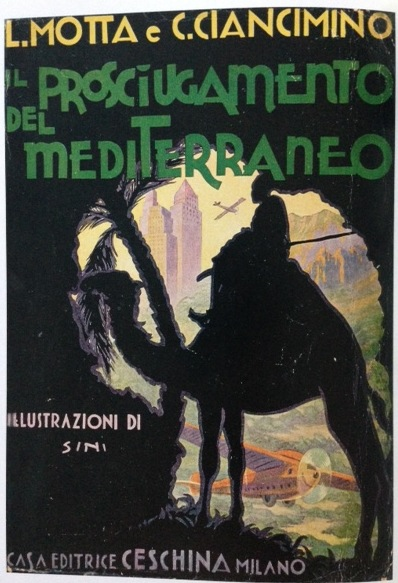
Il prosciugamento del Mediterraneo (1931) firmado por Motta junto con Calogero Ciancimino. Ilustraciones de Tarquinio Sini.

### Otros autores de principios delsigloXX

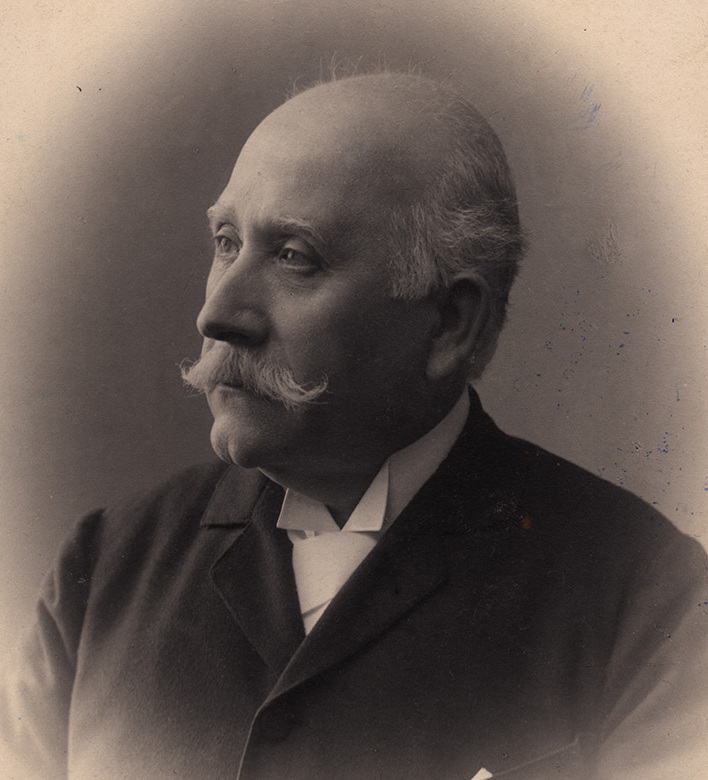
Luigi Capuana

Otros autores prominentes en los primeros años del siglo son Giuseppe Lipparini, con la novela Il signore del tempo (1902), tal vez inspirado por La máquina del tiempo de H. G. Wells, traducida ese mismo año al italiano, trata de un cronoscopio; y Giustino L. Ferri con La fine del secolo XX (1906). Luigi Capuana contribuyó al género con algunos de sus cuentos fantásticos, incluyendo Nell'isola degli automi (1906), Nel regno delle scimmie, Volando y La città sotterranea de 1908, L'acciaio vivente (1913, en Il Giornale d'Italia).
El filón de la aventura geográfica comenzó a perder el interés del público después de la Primera Guerra Mundial, que se orientó hacia los escritores más realistas; varios autores se pasaron a la literatura infantil con cuentos y novelas ilustradas, no muy innovadoras, ni originales, como por ejemplo Giovanni Bertinetti (el autor principal de apócrifos de Salgari, activo durante dos décadas, desde mediados de los años veinte) con Ipergenio il disinventore (1925) y tres novelas de la década de 1930, Il gigante dell'apocalisse, un robot volador ciclópeo, Il rotoplano "3bis", una carrera en la estratosfera, y Le orecchie di Meo, una interpretación de Pinocho, que tuvo una continuación en 1938.
Entre los otros autores más importantes de Entreguerras: Alberto Orsi con la L'areostato nero (1918), Nino Salvaneschi con Sirenide (1921) y La rivolta del 2023 (1924), Renzo Chiosso con I navigatori del cielo (1925) y La città sottomarina (1940), Gastone Simoni con La casa nel cielo (1928), La città del sole (1929) y su segunda parte, La barriera invisibile (1929), L'ultimo degli Atlantidi (1932) y varios otros. La novela de Ciro Khan, L'uomo di fil di ferro (1932) es uno de los primeros ejemplos de un robot inteligente protagonista, y lo que es más, rebelde, todo ambientado en una Roma futura del año 1998.
Los folletos comenzaron a ser sustituidos por las colecciones y series a partir de 1920. Entre ellas, son de particular importancia la colección Il Romanzo d'Avventure (1924-1936) de Sonzogno dirigida por Guglielmo Stocco, que a menudo alternaba autores italianos con los extranjeros (como H. G. Wells, Jack London, H. Rider Haggard), a pesar recortar sustancialmente sus textos. Guglielmo Stocco reeditó, entre otras, sus novelas L'aereonave fantasma (1910), La colonia infernale (1921), a las que se suma la segunda parte, Il riformatore del mondo (1927), una historia inspirada en Colonia felice de Dossi, presagio del inminente desarrollo del totalitarismo.

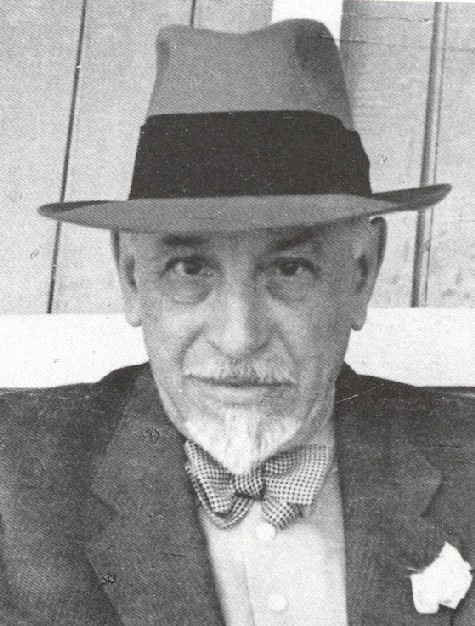
Luigi Pirandello

Inspirado por las pinturas de De Chirico, en Eva ultima (1923) Massimo Bontempelli  reescribe  Eva futura de Villiers de l'Isle-Adam; esta vez se trata de una mujer que se enamora de un autómata, su hombre ideal. Bontempelli vuelve sobre tema con la obra de teatro Minnie la candida (1926; representada por primera vez en 1928) citada como una de las historias más originales sobre la figura del robot de la literatura italiana. El pintor y escritor surrealista Alberto Savinio también introdujo temas experimentales, fantásticos y de ciencia ficción.
Entre los escritores que se acercaron al género también está Luigi Pirandello con La nuova colonia (1928), una obra de teatro de fondo utópico; Giovanni Papini con la novela satírica Gog (1931), Lettere agli uomini del Papa Celestino VI  (1946) y Il libro nero - Nuovo diario di Gog (1951); Roberto Mandel con Il volo alle stelle (1931), una expedición aérea al polo; Calogero Ciancimino con Il prosciugamento del Mediterráneo (1923, firmado con Luigi Motta), La nave senza nome (1932), Le bare di granito (1935), Come si fermò la Terra (1936) y varios otros; Virgilio Martini con Il mondo senza donne (1936) y La Terra senza sole (1948) y que volverá al género con el satírico L'allegra terza guerra mondiale (1977); Eugenio Prandi con Il sentiero delle ombre (1933); Camillo Nessi con La guerra del 2000 (1935); Mario Soldati con La verità sul caso Motta (1937), Corrado Alvaro con el distópico L'uomo è forte (1938) y la novela publicada póstumamente en 1957, Belmoro, Francisco Pestellini con Mille metri sotto il Sahara (1938), Giorgio Scerbanenco con Il paese senza cielo (1939 serializado en L'Audace), que volverá al género en los años sesenta con Il cavallo venduto (1963) y L'anaconda (1966); el general Gustavo Reisoli con la ficción política La disfatta dei mostri (1940) en la vena de la «guerra del futuro», Ada Maria Pellacani con Il sogno di un pazzo (1940), Guido Pusinich con La fabbrica degli uomini alati (1945), Curzio Malaparte con la ficción política Storia di domani (1949), Emilio Garro con La fine del mondo (1949) y Donato Martucci y Uguccione Ranieri con Lo strano settembre 1950 (en 1950), una novela de ficción satírica y política de éxito, también traducida en el extranjero.
Tommaso Landolfi publicó en 1950 la cuento largo Cancroregina, diario de la locura de un astronauta que, prisionero en la nave viviente del título, produce una reflexión conmovedora sobre el significado de la vida.

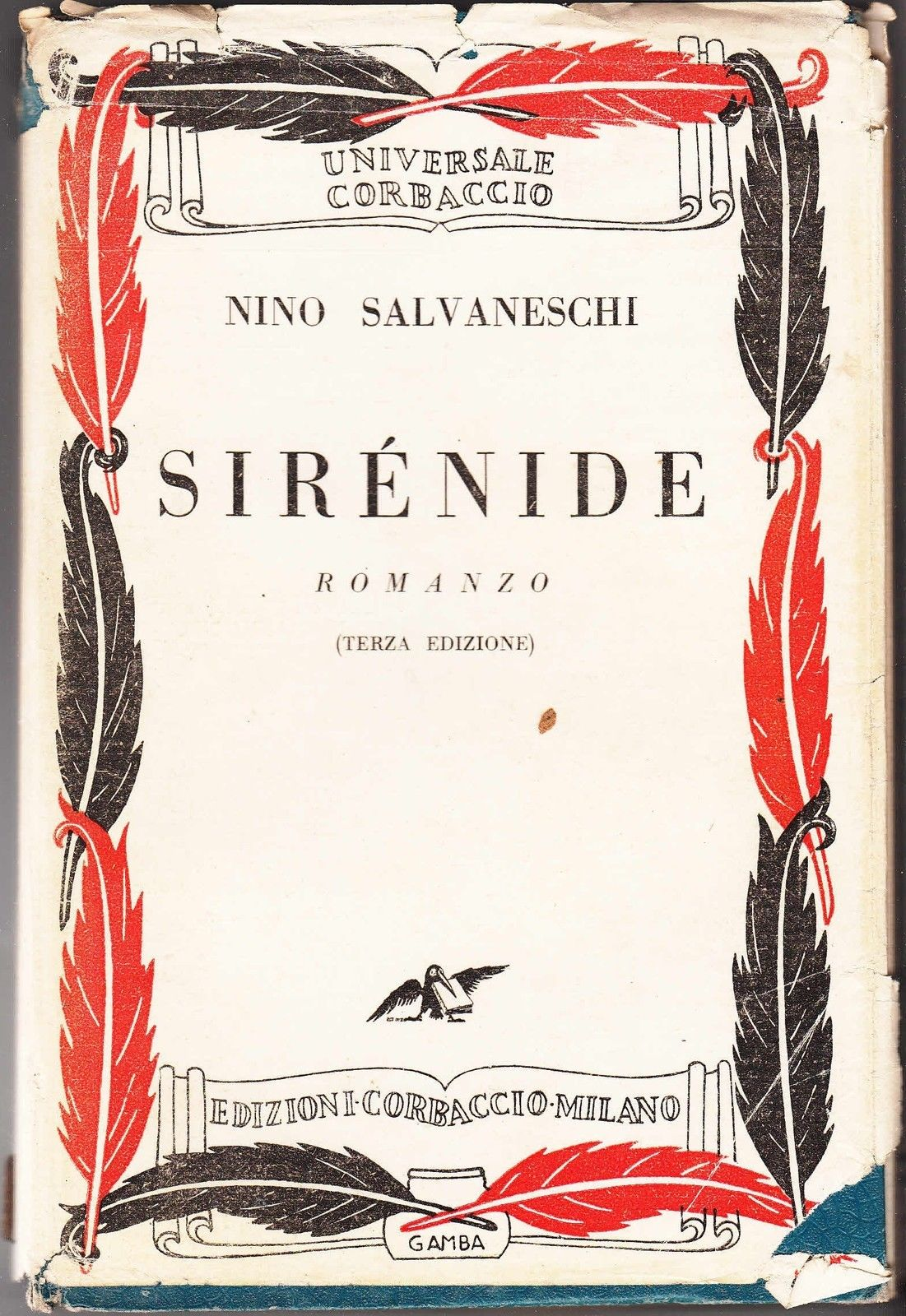
Sirenide (1921) de Nino Salvaneschi (edic. 1929)
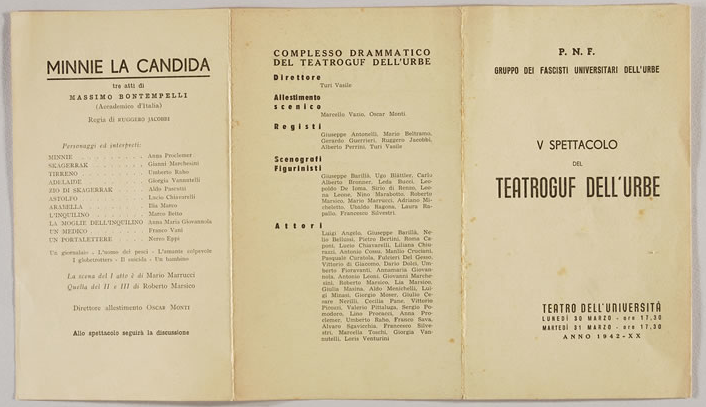
Portada de la obra de teatro Minnie la candida (1926) de Massimo Bontempelli. Dirección de Ruggero Jacobbi; TeatroGUF dell'Urbe.
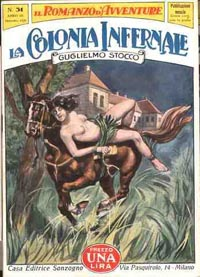
La colonia infernale de Guglielmo Stocco, colección Il Romanzo d'Avventure 31, Sonzogno, diciembre de 1926.
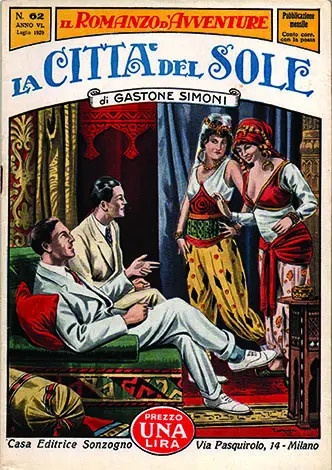
La città del sole de Gastone Simoni, Il Romanzo d'Avventure 62, Sonzogno, 1929
Il gigante dell'apocalisse de Giovanni Bertinetti, Libri per la Gioventù, S. Lattes & C., 1930. Ilustraciones de Carlo Nicco (1883-1937).
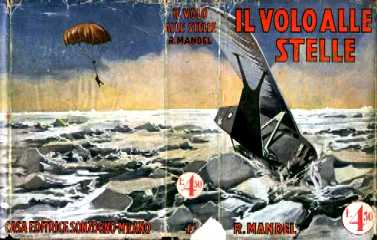
Il volo alle stelle de Roberto Mandel, Romantica Mondiale Sonzogno 42, Sonzogno, 1931.
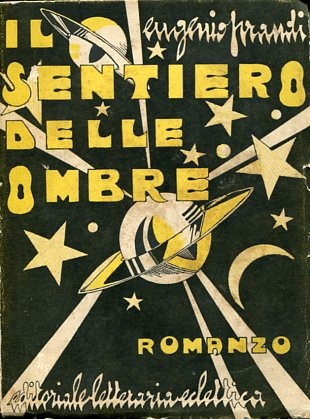
Il sentiero delle ombre de Eugenio Prandi, Edizioni Letteraria Eclettica, 1933.
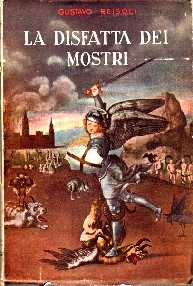
La disfatta dei mostri de Gustavo Reisoli, Società Italiana Tipografica, 1940.

### Primeras historietas de ciencia ficción
A partir de 1934 los temas típicos de la Edad de oro de la ciencia ficción estadounidense comenzaron a extenderse en la imaginación de los lectores italianos en forma de historietas, antes que en la literatura, con su publicación en las páginas de L'Avventuroso las aventuras de Flash Gordon de Alex Raymond (inicialmente rebautizado como Gordon Flasce, más tarde simplemente como Gordon), con tal éxito que en pocos años los semanarios alcanzaron alcanzaron el medio millón de copias. Pero pronto sufrieron la censura del régimen fascista, que juzgó de forma negativa todas las obras importadas de los países anglosajones y en particular la «americanización» de la historieta.

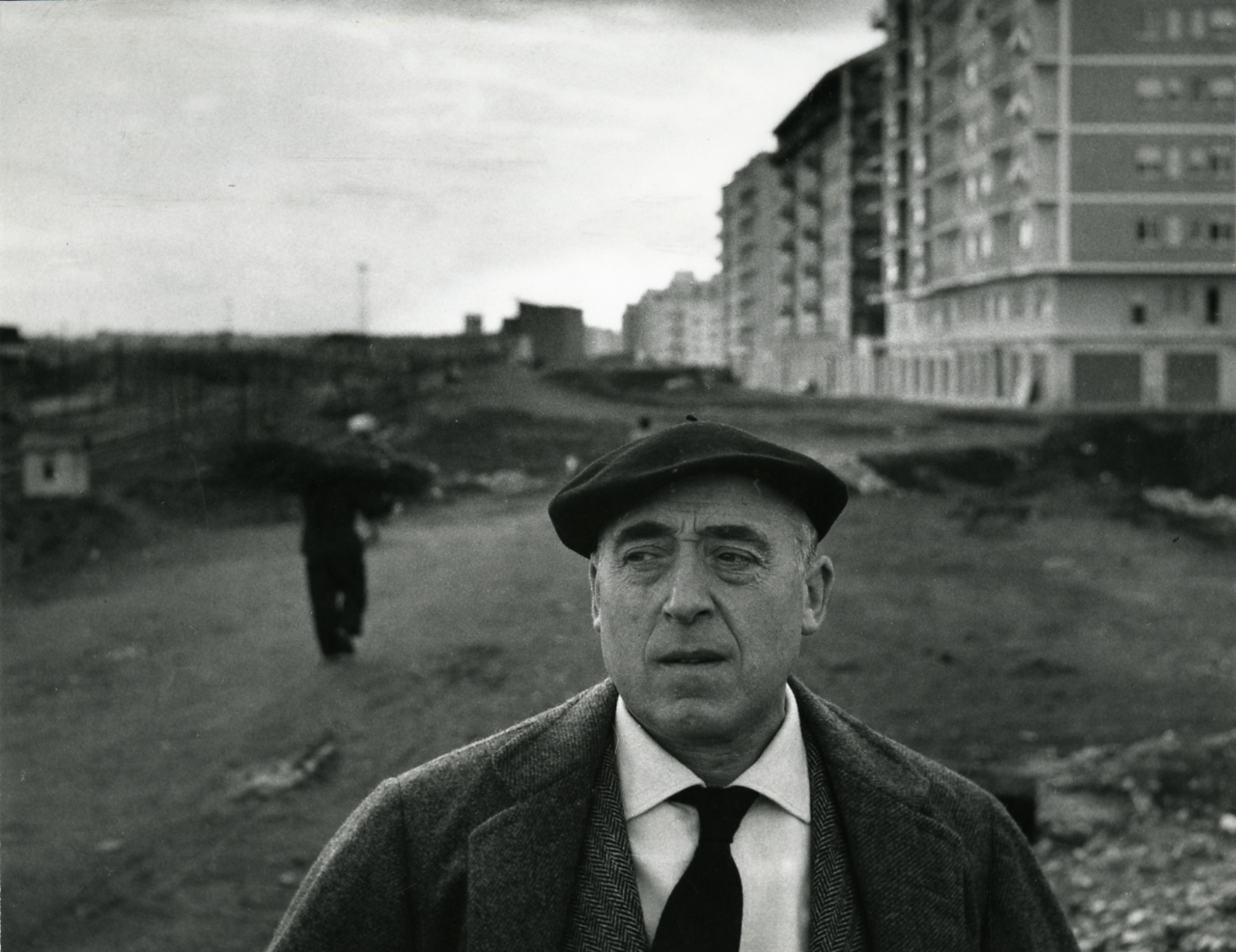
Cesare Zavattini, autor de Saturno contro la Terra y de otros de las primeras historietas de ciencia ficción italianas.

Tales restricciones, por el contrario, favorecieron el nacimiento, en diciembre de 1936, de lo que se conoce generalmente como la primera serie de historietas de ciencia ficción en Italia, Saturno contro la Terra sobre un tema de Cesare Zavattini, textos de Federico Pedrocchi y los dibujos de Giovanni Scolari, publicado originalmente I tre porcellini y luego en varias otras revistas de Mondadori hasta 1946; aunque de corta duración (7 episodios), es el primer cómic italiano que fue exportado a los Estados Unidos (en 1940, en Future Comics).

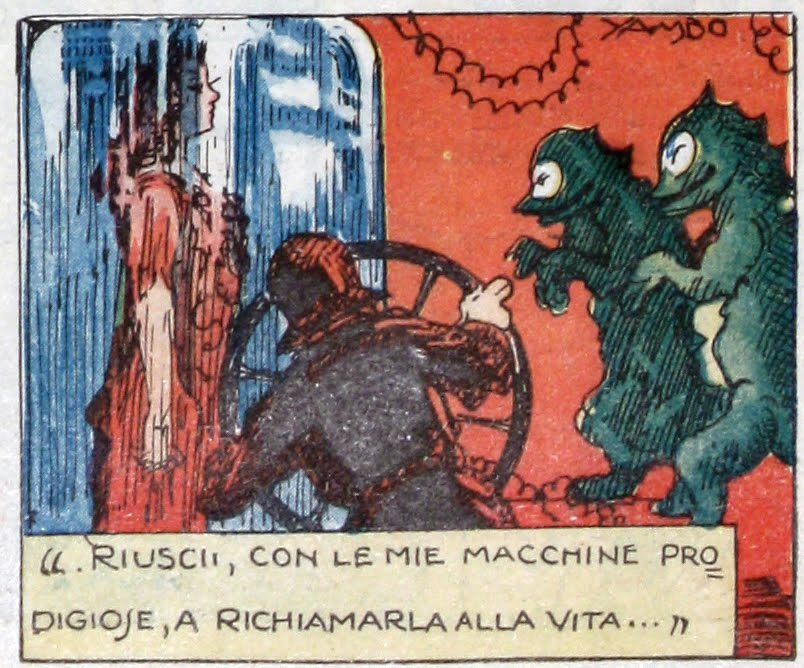
Una viñeta de la historieta de Yambo, Gli uomini verdi, 1935.

En realidad, las primeras incursiones del cómic en el mundo de la ciencia ficción ya habían aparecido en años anteriores, a pesar de que carecían de los clásicos «globos». Ya en 1923 aparece el primer robot italiano, Dinamello, el Corriere dei Piccoli, con historias de Pomponio, Dinamello e Tonto Tito de Antonio Rubino.Antonio Rubino. En la misma revista, en 1930, aparece Pier Cloruro de' Lambicchi de Giovanni Manca, científico excéntrico eincomprendido que gracias a su prodigiosa «Arcivernice» se las arregla para dar vida a los dibujos y retratos, acabando por revivir personajes históricos, los cuales se revuelven contra él con efectos cómicos. Sin embargo, a principio de la década de 1930 también aparecen historias de drama y aventura. En Corriere dei Piccoli aparece en 1934 la serie Il castello dei misteri, con dibujos de Girus (Giuseppe Russo) y textos de Piri, con un científico loco de protagonista, que tiene la intención de conquistar el mundo usando robots y una máquina que convierte a los hombres en animales. En 1935, en el periódico Topolino aparecieron las historietas S.K.1 de Guido Moroni Celsi, en muchos aspectos similares a Flash Gordon, y los hombres verdes de Yambo (de su novela 1901, Atlantide), que a su vez estaba influenciada por Veinte mil leguas de viaje submarino de Verne. Yambo también publicó ese mismo año la historia Robottino, omino d'acciaio (en I tre porcellini) y en 1936 I pionieri dello spazio, de nuevo en Topolino.
Desde 1938, el régimen endureció sus esfuerzos para detener el «contagio» de los cómics americanos mediante la prohibición de la publicación, con la excepción del ratón Mickey. En 1939 hizo su debut en las páginas de Audace, Virus, il mago della foresta morta, concebida por Federico Pedrocchi y Walter Molino, cuyo protagonista es un científico loco empeñado en conquistar el mundo a través de sus invenciones futuristas, incluyendo el teletransporte.
En 1941, Gian Luigi Bonelli debuta en la ciencia ficción, con I conquistatori dello spazio, con dibujos de Raffaele Paparella y más tarde de Nico Lubatti, en las páginas de L'Audace que Bonelli acababa de comprar, convirtiéndolo en un «albo-giornale». La historieta del futuro padre de Tex es una historia de aventuras que copia abiertamente a Flash Gordon, pero moviendo la acción desde el espacio a una zona inexplorada del Himalaya y entremezclando los temas del mundo perdido con cíclopes, los hombres verdes, el rayos de la muerte y una organización secreta para contra la que luchar.
Los mismos autores de Saturno contro la Terra se reencontraron una década más tarde, en 1947, en Un uomo contro il mondo, publicado en Topolino, con una historia de Cesare Zavattini, textos de Federico Pedrocchi y dibujos de Giovanni Scolari. Este es el primer cómic firmado oficialmente por Zavattini, autor de varias historias del mismo género, pero que anteriormente siempre había preferido no aparecer nombrado en este ámbito, por entonces despreciado por el mundo de la cultura, manteniéndolo separado de su carrera de escritor. Personalidad versátil, Zavattini —también periodista, dramaturgo, poeta y pintor— siguió siendo, sobre todo, uno de los mayores exponentes del neorrealismo cinematográfico.

#### Superhéroes a tricolor
El filón de los superhéroes llegó a Italia entre 1939 y 1940, con las aventuras de Superman, aunque el personaje fue sujeto a numerosos cambios para italianizarlo de acuerdo con las políticas del régimen fascista. El superhéroe fue rebautizado Ciclone (conocido como Uomo d'Acciaio y Nembo Kid tras la guerra), pero no se debe confundir con el superhéroe italiano Ciclone de Andrea Lavezzolo y Carlo Cossio, creado en diciembre de 1945, después de la guerra, y publicado hasta 1948; es una versión nacional de Superman, del que copia la fuerza sobrehumana y la invulnerabilidad, pero las historias de Cossio tenían un carácter irónico e irreverente que hacen una parodia del género. El guionista fue Vincenzo Baggioli, que había ayudado a diseñar el personaje de éxito Dick Fulmine, al que Ciclone se parecía mucho físicamente.
Con la entrada en la guerra se interrumpieron todas las publicaciones de aires estadounidenses: para los superhéroes significó esperar al período de posguerra. El primero en aparecer fue Tanks l'Uomo d'Acciaio, dibujado por Carlo Cossio en noviembre de 1945; héroe de ciencia ficción —tratado en el estilo irónico de Cossio— todavía no tenía una identidad secreta, pero pronto se le unió un «compañero»: el super-niño Guizzo. El personaje con superpoderes y traje que tuvo un éxito de más larga duración fue sin embargo Misterix (1946) de Max Massimino Garnier y Paul Campani, «el hombre atómico», un individuo común que, gracias a un misterioso dispositivo, se convierte en un héroe sin miedo; fue publicado hasta los años setenta por Edizioni Alpe, más conocida por sus personajes humorísticos, y se exportó a Argentina en 1948, donde continuó publicándose sobre textos de Alberto Ongaro, en la revista del mismo, que hará historia en la historia de los cómics argentinos.
Un superhéroe italiano sui generis menos conocido fue Roal, il Tarzan del mare, publicado entre 1947 y 1948 con textos de Roberto Renzi y dibujos del estudio de Andrea Da Passano (DAP); a pesar de que es un tarzánido, el reino de Roal no es la selva, sino el fondo del mar: tras ser sometido a una cirugía de riesgo, es de hecho capaz de respirar bajo el agua y comunicarse con la vida marina, utilizando sus habilidades para luchar contra el crimen.
Decididamente dentro de la ciencia ficción, Mirko (1947), transformado en un gigante de 100 metros de altura por un científico, de nuevo dibujado por Carlo Cossio (aquí con su hermano Vittorio). Razzo, l'uomo plastica (también conocido como «el meteoro viviente») publicado en 1948, de A. Platania, reimpreso varias veces hasta 1970, trata de un extraterrestre capturado por un científico y que dispone de diversos poderes, como el vuelo, la telepatía, el cambio de dimensiones, la extensibilidad de las extremidades y la invisibilidad.
Incluso el Asso di Picche, el vengador enmascarado creado por Alberto Ongaro y Hugo Pratt en diciembre de 1945, a pesar de no ser un superhéroe, está inspirado en Batman, y al igual que el personaje de Bob Kane, tiene una identidad secreta y un compañero adolescente. Después de la Segunda Guerra Mundial, cuando se reanudó la producción de historietas, el personaje del superhéroe —demasiado cercano a la figura del superhombre— es sustituido por la del justiciero enmascarado, siguiendo el modelo del El Hombre Enmascarado (publicado desde 1936 en las páginas de L'Avventuroso) y de El Zorro. En este orden están Yorga (1945) y Amok (1946) de Antonio Canale, Maskar (1949) de Gallieno Ferri y más tarde L'Ombra (1964) de Ongaro y Pratt.

## La posguerra y el nacimiento «oficial» (1952)
La posguerra en Italia —en particular, a partir de 1952, una vez superada la depresión posbélica— fue un período de gran crecimiento económico y de apertura —impuesta por el nuevo orden geopolítico— hacia la cultura estadounidense, con una rápida evolución de los estilos de vida y una expansión de las formas de consumo y de las varias industrias culturales relacionadas; nació la cultura de masas en el sentido moderno, con la introducción de la televisión y las revistas, y con un crecimiento exponencial de las historietas. Incluso la literatura escapista y fantástica desarrolló una notable difusión en todos los estratos sociales. El clima general de crecimiento y la población joven contribuyeron, en el imaginario colectivo, a una visión optimista de la industrialización y el progreso tecnológico. Esto se corresponde con el nacimiento de una gran cantidad de colecciones y revistas de ciencia ficción en toda la década de los cincuenta.
Se considera generalmente el año 1952 como el nacimiento «oficial» de la ciencia ficción en Italia, con la publicación de revistas Scienza Fantastica y, poco después, Urania.
La revista Scienza Fantastica - Avventure nello spazio, tempo e dimensione, de Edizioni Krator de Roma (Vittorio Kramer y Lionello Torossi) y dirigida por Torossi, publicó por primera vez, junto con cuentos y colecciones de ciencia ficción de autores estadounidenses (tomadas principalmente de Astounding Stories), también a autores italianos (incluyendo al mismo Torossi, bajo el seudónimo Massimo Zeno). El título de la revista, «ciencia fantástica», se propone como la primera traducción italiana del término inglés science fiction). La revista, sin embargo, tiene una duración de solo siete números.
Unos meses más tarde, todavía en 1952, la mayor editorial italiana, Mondadori, lanzó al mismo tiempo una revista mensual de relatos y una colección bimensual de novelas, inspirándose en la musa de la astronomía: Urania. Primer director: Giorgio Monicelli, que también acuñó el término «fanta-ciencia» (posteriormente «fantascienza», el nombre moderno en italiano de la ciencia ficción) en el número tres (noviembre de 1952). 
Se ha señalado que esto no es una traducción exacta de science fiction, ya que la «fiction» significa «narrativa» (de acontecimientos imaginarios) y no «fantasía» (por lo que una traducción más cercana sería «narrativa científica» o «de fondo científico»). El término ha sido criticado, porque enfatiza el aspecto fantástico sobre el científico, característica bastante típica de los autores italianos —y, más en general, de los europeos— del género.
La mayor parte del material de la revista Urania provenía de laimportante revista estadounidense Galaxy Science Fiction, que se distinguía por la calidad de los textos —aunque todavía vinculados a la novela popular— y que rara vez publicaba ciencia ficción dura, prefiriendo la sátira, la novela «social» y el humor. La revista prefería la ciencia ficción de importación, aunque desde 1953 publicó algunas historias de autores italianos. A pesar de que la revista —tal vez demasiado sofisticada para el lector medio italiano de la época— fue de corta duración y tras poco más de un año y solo 14 números, sus novelas quincenales (con algunos artículos o historias en el apéndice) tuvieron mucho éxito, inesperado y muy por encima de las expectativas más altas de la editorial. En los primeros números, Monicelli de hecho da espacio a las novelas más aventureras, insistiendo en la space opera.

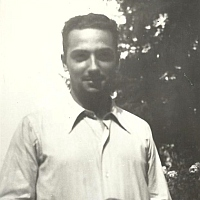
El editor de Urania, Giorgio Monicelli (1910 – 1968)

Urania estuvo llamada a ser la más famosa y longeva colección italiana de ciencia ficción y su creador, Giorgio Monicelli, una figura carismática y controvertida de la cultura milanesa de la época, se considera como el introductor del género en Italia. Nieto de Arnoldo Mondadori y hermano del director de cine Mario Monicelli, se convirtió de forma autodidacta en uno de los traductores del inglés más importantes y respetados, siempre trabajando en productos literarios importados de los Estados Unidos, país que nunca visitó —se le negó el visado por ser militante del Partido Comunista.
Monicelli publicó también algunas obras italianas entre las novelas de Urania: la primera fue el número 31 del 31 en enero de 1954, L'Atlantide svelata de Emilio Walesko, de tema apocalíptico. Siguieron otros autores nacionales, sobre todo con seudónimos anglosajones: L. R. Johannis, de nombre real Louis Rapuzzi, escritor y pintor futurista y «contactado» por ovnis, amigo y colaborador de Monicelli; Adriano Baracco (como Audie Barr); Franco Enna, también un prolífico autor de novela policiaca; el periodista napolitano de origen libanés Samy Fayad (1925-1999), autor de teatro y radio; y Ernesto Gastaldi (como Julian Berry) en 1960. Después de la salida de la dirección de Monicelli en 1961, los autores Italianos desaparecen durante más de treinta años.
El papel del Urania en la difusión de la ciencia ficción entre los italianos es importante: muchos escritores de ciencia ficción como Asimov, Ballard, Dick, Le Guin y otros se publican por primera vez en esta colección. Por otro lado, la elección de Mondadori de privilegiar la novela poco a poco acostumbra a los lectores italianos a obras largas, en lugar del relato y el formato de revista; y a la exclusividad de las importaciones, en detrimento de los autores nacionales. Además, por estrictos criterios editoriales, los textos originales a menudo no fueron respetados, sufriendo frecuentes cortes para reducir el número de páginas —evitando en particular las escenas de amor y las referencias sexuales, en el momento consideradas demasiado «escabrosas»— por lo menos hasta principios de los ochenta, consolidando la imagen de una literatura que deja poco espacio para las mujeres.
La difusión en los quioscos, en vez de en las librerías, también contribuyó a marginar aún más el género; muchas bibliotecas, por ejemplo, no adquirieron ciencia ficción por considerarlo un género efímero.
A estas primeras ediciones les siguieron otras, por lo general aún más efímeras, con historias de aventuras en las que aparecen todos los estereotipos clásicos de la primera ciencia ficción de Estados Unidos, tales como extraterrestres de piel verde, pistolas de rayos, naves espaciales y heroínas escotadas, al más puro estilo de la novela poular. Entre estas publicaciones efímeras —dominio exclusivo de los autores italianos con seudónimos anglosajones— se encuentran Mondi nuovi, quindicinale di avventure nello spazio (1952), Mondi astrali (1955), Galassia (1956-1957), I narratori dell'Alpha Tau (1957), Cronache del futuro (1957), Cosmic (1957), Astroman (1957), Le cronache del futuro (1958), Poker d'assi (1959), I romanzi del futuro (1961), Super fantascienza illustrata (1961). Estas primeras obras siguen más o menos el estilo de los autores estadounidenses, con poca originalidad y poco cuidado del lenguaje, al nivel de la dejadez de las traducciones del inglés.
En particular, Mondi nuovi, publicada por la editorial Diana en Roma, con solo 6 números en 1952 y dirigida por Eggardo Beltrametti, segunda revista especializada en ciencia ficción, después de Scienza Fantastica, mezcla cuentos con historietas en forma de serial.
Dos años después de Mondadori, aunque por poco tiempo, otra importante editorial italiana, Garzanti, se aventuró en el género: en 1952 adquirió los derechos de la revista estadounidense The Magazine of Fantasy and Science Fiction y publicó de 1954 a 1955 la revista Fantascienza, que a pesar del nombre también incluía historias de fantasía; fue una revista muy cuidada —ilustrada con dibujos interiores, a diferencia del original— pero solo duró siete números.

## Los años de oro (1957-1960)

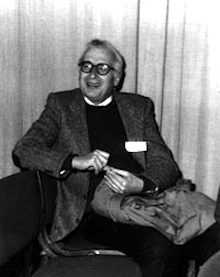
El escritor y traductor Sandro Sandrelli. Italcon 1973, Borgomanero.

Gianfranco De Turris identificó los «años dorados» de la ciencia ficción italiana en el período entre 1957 y 1960 «con alguna derivación hasta 1961-1962» En 1957 —el año en que se inicia la carrera espacial con el lanzamiento soviético del Sputnik 1— parece que se rompe el monopolio de Mondadori con un gran número de revistas y colecciones: Galassia, Cosmo de la Ponzoni, Oltre il cielo y algo más tarde, en 1958, la vuelta de Galaxy.
Las novelas mensuales Galassia, colección dirigida por L. R. Johannis, alias de Luigi Rapuzzi, antes de cerrar al año siguiente, publicaron solo cinco novelas, tres de las cuales eran italianas, y varios relatos, en su mayor parte el mismo Johannis, que es tal vez el primer autor italiano de novelas de «arqueología espacial».
Oltre il cielo (1957-1970), dirigida por el ingeniero Cesare Falessi, fue en cambio un tabloide periódico que alternaba obras de science fiction con artículos sobre aviación y astronáutica; desde 1962, la divulgación científica estaba separada de la ciencia ficción y a la segunda estaba dedicada toda la sección central. A la dirección de la revista se incorporó en el primer año Armando Silvestri, que ya estaba activo antes de la guerra. En las páginas de la revista —en particular en los años 1958 y 1959— se concentraban las historias de cuatro de los principales autores de la época: Ivo Prandin (que se hace llamar Max jr Bohl e Ipran), Renato Pestriniero (Pi Erre), Vincenzo Croce (Vicro yMassimo Doncati), Gianni Vicario (G. Newman y A. G. Greene); el mismo Cesare Falessi escribió con siete seudónimos diferentes. De acuerdo con Gianfranco De Turris, «la ciencia ficción que escribieron [...] era bastante diferente de la estadounidense, por entonces la única conocida y traducida, junto con la francesa [...]. Falessi y Silvestri, más el segundo que el primero, pedían a sus colaboradores que divulgasen la astronáutica a través de la ciencia ficción, un poco como lo había hecho Hugo Gernsback en los años veinte». A este grupo de autores se unirá a partir de 1960 Lino Aldani («N. L. Janda»), autor de una ciencia ficción «nueva», que ya no se basa en la space opera. En casi quince años de existencia, la revista publicó 475 relatos y 12 novelas de un centenar de autores italianos —incluso con sus nombres reales—, formando dos generaciones de lectores, críticos y escritores.
En la revista también colaboró el periodista Peter Kolosimo (también conocido como Pier Domenico Colosimo); Kolosimo tenía una rúbrica fija en la que exponía las bases de la teoría de la «arqueología espacial», que más tarde se desarrolló en sus muchos best sellers, traducido y publicado en todo el mundo, convirtiéndolo en uno de los escritores italianos más conocidos en el extranjero en los años sesenta y setenta. Desde las páginas de la misma revista también trataron de establecer, sin conseguirlo, la primera asociación de autores de ciencia ficción en Italia (AAFS) en 1959.
La colección Galaxy, dirigida por R. Valente, fue en cambio la edición italiana de la revista estadounidense Galaxy Science Fiction, de la que también retomó el logotipo y los gráficos. Se publicó de 1958 hasta 1964, con 72 números, inicialmente en una pequeña editorial, Due Mondi, y más tarde, desde 1959, en la Casa Editrice La Tribuna (CELT) de Piacenza, que también inició una serie histórica de ciencia ficción, Galassia (1961-1979) editado alternativamente por Roberta Rambelli —la escritora más importante, así como la mayor traductora—, Ugo Malaguti, Vittorio Curtoni y Gianni Montanari, y finalmente solo Montanari; y la primera colección de libros que no eran de bolsillo, Science Fiction Book Club, que se vendían por correspondencia de 1963 hasta 1979.
Como prueba de la adhesión del público al canon de la ciencia ficción recientemente desarrolladas en Estados Unidos, los escritores italianos de la época publicaban sus historias bajo seudónimos estrictamente anglosajones: Gianfranco Briatore se convirtió en John Bree; Ugo Malaguti firmaba como Hugh Maylon; Luigi Naviglio era Louis Navire o Lewis Flash; Roberta Rambelli utilizó el nombre de Robert Rainbell, masculino, y muchos otros seudónimos; Carlo Bordoni, Charley B. Drums. Estos son algunos de los nombres que fueron utilizados en las publicaciones de la histórica colección «Cosmo. I Capolavori della fantascienza», también conocida como I Romanzi del Cosmo, publicada por Ponzoni Editore de Milán durante una década, desde 1957 hasta 1967, con más de 202 números publicados (44 de los cuales son en realidad de autores italianos). Los primeros textos fueron seleccionados por Giorgio Monicelli que, oculto bajo el seudónimo Tom Arno, encontró así la forma de editar la principal competencia de la revista Urania.
El creciente interés popular por el nuevo género empezó a involucrar a algunos intelectuales y culmina a finales de la década con la publicación de una antología de historias de ciencia ficción en la prestigiosa editorial Einaudi, que se hizo célebre, Le meraviglie del possibile (1959), editada por Carlo Fruttero y Sergio Solmi, a la que siguió Il secondo libro della fantascienza (1962). Sin embargo —salvo algunas excepciones de críticos posteriores como Carlo Pagetti o Renato Giovannoli—, de acuerdo con P. Antonello, «de hecho, prácticamente no hubo comunicación entre un fandom organizado, activo, atento, y una elite cultural refractaria o incluso directamente impaciente con todo aquello asociado en el sentido más amplio a las ciencias exactas».
En el ámbito del teatro, en 1960 hizo su debut la comedia satírica de Ennio Flaiano Un marziano a Roma, basada en uno de sus cuentos publicados en 1954; en su estreno, la comedia protagonizada por Vittorio Gassman, fue un fracaso, pero se convertirá en una de las obras más conocidas de Flaiano y la RAI hará una versión para la TV en 1983.

### Buzzati
Dino Buzzati, cuya literatura pertenece al género fantástico con muchas variantes, se dedicó al género de la ciencia ficción en la novela de 1960, Il grande ritratto, en la que describe la creación, en un misterioso centro de investigación, de una gigantesca «máquina pensante», un superelaborador inicialmente diseñado para fines militares, que puede reproducir la conciencia humana.
Hay quien ha descrito Il grande ritratto como una de las primeras, si no «la primera novela italiana de ciencia ficción», en cuanto parece estar libre tanto del regusto de historieta que caracteriza los inicios del género en Italia, como de la influencia del intelectualismo anglosajón. La novela, sin embargo, despertó tras su publicación una cierta decepción y muchas dudas, incluso entre los crítico que habitualmente eran favorable al autor, ya que pertenecía «a un género entonces considerado demasiado ‹bajo› en un sistema literario que ya estaba teniendo grandes dificultades para aceptar el género fantástico».
Buzzati escribió también algunos cuentos de ciencia ficción, entre ellos Il disco si posò, un encuentro entre un cura tipo Don Camilo y los extraterrestres, y 24 de marzo de 1958, una versión en ciencia ficción de la Divina Commedia.

### Inicios del cine de ciencia ficción en Italia
Es a partir de la década de 1950 —en paralelo con la literatura— cuando se desarrolla un género de cine de ciencia ficción italiano propio y auténtico. A menudo se indica 1958 como el año de su nacimiento, con el estreno de la primera película dramática italiana de ciencia ficción, que no era una farsa: La morte viene dallo spazio, dirigida por Paolo Heusch, con fotografía y efectos especiales de Mario Bava. La película de Heusch forma parte de una corriente de claro origen estadounidense.
Anteriormente, a principios de los años veinte y treinta, habían sido comunes las comedias fantásticas y de ciencia ficción, incluyendo Mille chilometri al minuto! (1939), una ridícula excursión a un mundo de fantasía de Mario Mattioli –uno de los primeros vuelos al planeta Marte, pero que se interrumpe casi al inicio– o Baracca e burattini de 1954, dirigida por Sergio Corbucci. Volviendo aún más atrás en el tiempo, el debut del cine italiano en la ciencia ficción se puede retrotraer hasta 1910, con la comedia Un matrimonio interplanetario de Enrico Novelli (Yambo).
Las películas de ciencia ficción producidas en Italia siguieron estando sobre todo a remolque de las producciones de Hollywood, pero con muchos menos recursos. La mayoría de las películas fueron, por tanto, de bajo presupuesto, rodadas de prisa, a imitación de este o aquel éxito holywoodiense, sobre todo en los años sesenta y ochenta, cuando aumentó la producción de estas películas en Cinecittà. El género sufrió frecuentes incursiones en otros, sobre todo en el terror y la comedia. Sin embargo, hay excepciones de cierta calidad, sobre todo en la vena más relacionada con la ciencia ficción social, producida hacia finales de los sesenta hasta bien entrados los años setenta, con películas de sátira social, a veces mordaz. Varios cineastas italianos del «cine de autor» se implicaron, aunque de manera esporádica, en la ciencia ficción.

### Historieta en los años cincuenta
En paralelo a las primeras colecciones y las revistas de relatos, la ciencia ficción se desarrolló en la década de 1950 también en las historietas, que como hemos visto habían tenido un papel esencial de anticipación del género desde los años treinta. La segunda revista especializada en ciencia ficción, Mondi nuovi, de 1952, también publicaba libros de historietas por entregas: I pionieri della Via Lattea de un joven Guido Buzzelli (con el seudónimo Ludwidg Blyth), I corsari della galassia de Lombardi (bajo el seudónimo Gagy), Il mistero del satellite H-15 con textos de Enrico de Boccard (bajo el seudónimo E. Grafson) y dibujos de Buzzelli, Il dottor Hodler de N. Pietramella. Todos los autores de la revista eran veteranos de la República Social Italiana bajo seudónimo.
Buzzelli con su serie Alex l'eroe dello spazio (1952), que abarca todas las situaciones típicas del género; además de ilustrar las cubiertas de Flash Gordon durante un largo período, Buzzelli dibuja la serie I Marziani y Nolan, il pioniere dello spazio (1953) con textos de Gabriele Gioggi, que también era editor de la revista Mondi astrali en 1955, heredera de Mondi nuovi y siempre dirigida por E. Beltrametti, con ilustraciones y cubierta de Buzzelli, pero con un formato diferente y sin cómics.
Gracias al éxito del género, las parodias y las historias humorísticas fueron muy numerosas de los años cincuenta en adelante, en particular las de Jacovitti, en su mayor parte publicado en el semanario Il Giorno dei Ragazzi, que incluye varias historias de Pippo, Pertica e Palla (Pippo nella Luna, 1945; Pippo e la bomba comica, 1948; Pippo nel duemila, 1950; Pippo preistorico, 1956), algunas aventuras de  Tom Ficcanaso (1957-58) y las series Gionni Galassia (1958-59), Baby Rocket (1963), Microciccio Spaccavento (1965), Arcicomiche stellari (1978). A un antecedente de ciencia ficción —un accidente de laboratorio— le debe el nacimiento en 1952 de uno de los personajes más populares del cómic humorístico italiano, Tiramolla, ideado por Roberto Renzi y creado gráficamente por Giorgio Rebuffi, publicado durante más de 30 años, hasta finales de los años ochenta. Incluso muchas historias del Ratón Mickey diseñadas en Italia son de ciencia ficción y en 1959 en Topolino e la dimensione Delta aparece el personaje Atomino Bip Bip creado por Romano Scarpa.

## Décadas de 1960 y 70: la ciencia ficción sociológica
Durante la dirección de Giorgio Monicelli, que finalizó en 1961, en las novelas de la colección Urania (que a partir de 1957 se llamará simplemente Urania) también se habían publicado algunos autores italianos, en concreto, L. R. Johannis, aunque solo bajo seudónimos (o nombres no italianos) desde 1955. A partir de los años sesenta —cuando las cubiertas Urania eran diseñadas por Karel Thole y la dirección de la serie era asumida por Fruttero & Lucentini—, solo publicaron traducciones por un período muy largo, de 35 años, que finalizó en 1990 con la publicación de los ganadores del primer premio Urania. La decisión de una las series más importantes de ciencia ficción de publicar solo raza vez a autores italianos, ocultos bajo seudónimos anglosajones, y después de no publicar los en absoluto, tiene el efecto de restringir el desarrollo del género en Italia, que siempre será más débil y menos considerado en comparación con otros países europeos como Francia.
Ernesto Gastaldi —futuro guionista cinematográfico— es uno de los raros casos de autores italianos publicados con su nombre en una revista estadounidense, The Magazine of Fantasy and Science Fiction, en 1965, con el relato La fine dell'eternità (traducido por Harry Harrison e inédito en Italia). Luigi Naviglio —el autor más prolífico de la época, bajo los seudónimos Louis Navire y Lewis Flash— públicó entre 1963 y 1967, más de 10 novelas, todas traducidas al francés en la colección de la editorial Ponzoni en Francia, incluyendo Un carro nel cielo (1965), también traducida al alemán.
Por el contrario, en la Italia los años sesenta hubo un considerable fermento de publicaciones y autores del género reivindicando no solo la firma, si no —según G. De Turris— también «una forma italiana de entender la ciencia ficción, en contraposición y enfrentada a la xenofilia de Urania y a la imposición de seudónimos de Cosmo». Galaxy (1958-1964) y Galassia (1961-1979), junto con la publicación de la ciencia ficción sociológica estadounidense y de la británica New Wave, comenzaron a proponer en los apéndices historias de autores abiertamente italianos, con el fin de mejorar la contribución y la originalidad de la literatura nacional. Además de Roberta Rambelli, autora de una ficción basada en los estereotipos del género, los nombres más conocidos son Gilda Musa, Lino Aldani, Inisero Cremaschi, Sandro Sandrelli, autores que, si bien aceptan las convenciones y estereotipos del género, según Carlo Pagetti, subrayan la necesidad de introspección psicológica, de una percepción «humana» de lo ajena y de un estudio moral —un tanto escéptico— sobre el triunfo de la tecnología.
La ciencia ficción italiana ya no es pues una banalísima novela de aventuras, aunque proyectada hacia el cosmos, y permanece creíble desde un punto de vista científico. Pero no es solo el lugar de edificantes sermones más psicofilosófico y menos sociológicos. De acuerdo con Giuseppe Lippi, pocos autores de la ciencia ficción nacional aprovecharon la oportunidad para producir una verdadera originalidad italiana, en lo que pudo ser, pero no fue, convirtiéndose en una especie de comedia a la italiana de la ciencia ficción. Entre las excepciones que cita: Mauro Antonio Miglieruolo, con su novela Come ladro di notte, algunas historias de Sandro Sandrelli y Lino Aldani
Es sobre todo en los relatos donde se muestra la capacidad de los autores italianos de combinar la imaginación científica con los mundos subjetivos de fantasía, especialmente en las historias que Inisero Cremaschi recoge en dos antologías, I labirinti del terzo pianeta (1964, con Gilda Musa) y Universo e dintorni (1978).
La serie antológica Interplanet (1962-1965), editada por Sandro Sandrelli y otros, recoge en sus siete volúmenes los escritores más refinados de la época: junto a Primo Levi, Ennio Flaiano  y Tommaso Landolfi aparecen Lino Aldani (ya conocido bajo el seudónimo de  NL Janda ) y Renato Pestriniero, dos de los autores más literarios. Aldani también escribe el primer trabajo crítico sobre el fenómeno en Italia, La sciascienza (1962), y funda un nuevo bimensual en 1963, Futuro, la primera revista dedicada exclusivamente a autores italianos. Editada no solo por Aldani sino también por Massimo Lo Jacono (ya conocido bajo el seudónimo de LJ Mauricio y Megalos Diekonos) y Giulio Raiola, Futuro, sin embargo, fue de corta duración: solo ocho números, entre mayo y junio de 1963 y el noviembre de 1964. De entre los autores importantes que hacen su debut en sus páginas se cuenta Riccardo Leveghi (1941-1985).
Gamma, una colección publicada entre 1965 y 1968 en formato de bolsillo y que inicialmente se parecía más a una revista, continuó el intento de promover una ciencia ficción italiana más seria y comprometida, un objetivo también compartido por Ugo Malaguti, exdirector de Galassia, que crea la editorial Libra Editrice, que publica el bimensual Nova SF * (una revista en formato de libro) desde 1967 y la serie Gli Slan, distribuida solo por correo o suscripción, en la que también aparecen algunos escritores italianos. La editorial Libra también trataró de llegar a los quioscos y las librerías, sin embargo, encontró tales dificultades que sufrió la bancarrota en 1980. De sus cenizas surgió la editorial Perseo libri, cuya herencia será recogida a su vez en 2007 por Elara libri, que continúa la publicación de Nova SF *, convirtiéndola en la revista de más larga duración en el sector.
En la segunda mitad de los años sesenta y en los setenta triunfó la «ciencia ficción sociológica», más comprometida que los textos ingenuos y aventureros de los inicios del género, aspira a tratar temas adultos y socialmente relevantes y a forjarse el respeto de la literatura nacional e internacional. Sin embargo, los autores italianos siguen buscando «una mediación difícil entre la tradición literaria italiana y el realismo extremo de la ciencia ficción anglosajona de los años sesenta». A pesar de la modernización de la sociedad y las costumbres, la cultura italiana de posguerra, tanto de derechas como de izquierdas, «se caracteriza por una abierta desconfianza hacia la ciencia y la tecnología» —también visto como una perniciosa «colonización cultural» por los Estados Unidos— y «entre muchos eruditos italianos sigue dominando la nostalgia por la condición rural y el miedo a la barbarización de los valores, producto de la sociedad de masas». Lino Aldani — según Domenico Gallo— «con sus propios escritos representa las dificultades y las contradicciones de toda una generación», y su novela Quando le radici (1977) «encarnan en sí la visión antitecnológica y catastrófica del marxismo crítico».
En la segunda mitad de los años sesenta, la publicación de ciencia ficción se redujo al mínimo en una de sus crisis recurrentes, hasta 1970, cuando un pequeño editor, Gianfranco Viviani, fundó la editorial Editrice Nord e introdujo una nueva fórmula de éxito inesperado: una serie de libros auténticos, con un formato híbrido entre los libros de bolsillo y los tradicionales, destinados tanto a los quioscos como a las librerías, primero en tapa blanda y luego en tapa dura. Viviani tenía la intención de acercar a los lectores de lengua italiana a la ciencia ficción y, más tarde, a fantasía, dos géneros que antes estaban casi ausentes en las librerías. A su proyecto se unieron expertos como Renato Prinzhofer, Riccardo Valla y más tarde Sandro Pergameno y Piergiorgio Nicolazzini. Nord permanecerá durante más de treinta años, hasta la década de 2000, como la principal editorial especializada,  y publicó durante esos años unas treinta colecciones, incluidas las longevas Cosmo (de 1970 a 2007), Cosmo Oro (1970-2003) dedicada a los clásicos presentados —por primera vez— en edición completa, Fantacollana (1973-2008), y Narrativa Nord (1989-2009).
A partir de los años setenta, la ciencia ficción adquiere un cierto grado de legitimidad cultural que no tenía antes, gracias a los trabajos críticos de algunos estudiosos, entre ellos Umberto Eco, Vittorio Spinazzola y Carlo Pagetti.
La entrada de la ciencia ficción en las librerías, en forma regular y comprometida, también anima a los editores generalistas, a lo largo de los años setenta, a crear numerosas colecciones y revistas de ciencia ficción, aunque a menudo de corta duración; entre las colecciones, Andromeda, Delta, Sigma, Saga, Omega SF *, La Fantascienza, I Libri di Robot vinculada a la revista del mismo nombre, y Sonzogno Fantascienza. La editorial Armenia Edizioni hizo un intento más ambicioso, con colecciones dedicados a la ciencia ficción pura, el horror y volúmenes de antologías editadas por Isaac Asimov; sin embargo, este esfuerzo chocó con la crisis de sobreproducción que culminó entre 1978 y 1979, y que pronto golpeó a todo el sector. La crisis había sido provocada por la entrada en este segmento de mercado de editores de libros de bolsillo con colecciones especializadas, como Oscar Fantascienza de Mondadori en 1973, Pocket Fantascienza -luego Fantapocket- de Longanesi de 1975 a 1978, la BUR Ciencia ficción de Rizzoli (1978-1991).
Las revistas son experimentos interesantes, a pesar de que todas estuvieron destinadas a una vida corta. Entre ellas, Fantascienza (1976) del editor Ennio Ciscato; La rivista di Isaac Asimov (1978-1979), primer intento de una edición italiana de la revista estadounidense Isaac Asimov's Science Fiction Magazine; Star Trek - La pista delle stelle (1978-1979) de Mondadori, editado por Fruttero & Lucentini; Aliens - Rivista di fantascienza (1979-1980) de Armenia. Pero la que se considera la mejor revista especializada hizo su debut en los quioscos italianos en 1976: Robot publicada por Armenia y dirigida por Vittorio Curtoni. Destaca por el espacio dedicado a las rúbricas y al ensayo, y al proponer, junto con autores anglosajones de alto nivel y algunos europeos, también obras innovadoras y controvertidas de un pequeño grupo de autores italianos que, haciendo propios los «impulsos de la ciencia ficción anglosajona contemporánea», según Domenico Gallo, enfocan sus historias «en temas lingüísticos, políticos, que definen la identidad». Es precisamente en Robot donde comienza el debate sobre las implicaciones políticas de la ciencia ficción, típico de este período. La revista, después de un período problemático por las controversias políticas y la publicación solo como una antología, cerró en 1979, poniendo fin a una era de la ciencia ficción italiana. Reabrirá, después de un cuarto de siglo, en 2003. Curtoni es también autor de un ensayo relevante dedicado a la historia de la ciencia ficción italiana, «Las fronteras de lo desconocido» (1977).
La primera conferencia internacional de ciencia ficción celebrada en Palermo el 18 de octubre de 1978 en el Grand Hotel et des Palmes bajo dirección y por iniciativa de Luigi Russo, titular de la cátedra de estética de la Universidad de Palermo, ofreció un cierto alivio y una especie de reconocimiento del mundo académico. Entre los participantes hubo figuras internacionales de la cultura literaria y los exponentes más importantes de la ciencia ficción italiana: Arkadi Strugatski, Brian Aldiss, Danilo Arona, Silvio Ceccato, Giorgio Celli, Inisero Cremaschi, Vittorio Curtoni, Tullio De Mauro, Gillo Dorfles, Goffredo Fofi, Emilio Garroni, Fredric Jameson, Danilo Mainardi, Ferruccio Masini, Giusto Monaco, Gianni Montanari, Lucio Lombardo Radice, Luigi Russo, Gianfranco de Turris, Ugo Volli, Riccardo Valla, Roberto Vacca, Gianni Vattimo, Jean Baudrillard, Darko Suvin, Marc Angenot, Tatiana Chernisheva, Luigi de Nardis, Charles Elkins, Jacques Goimard, Jörg Hienger, Ion Hobana, Julius Kagarlitsky, Manfred Nagl, Rafail Nudelman, Franz Rottensteiner. El escritor Gian Filippo Pizzo se encargó del perfil histórico del libro Veinte años de ciencia ficción en Italia, 1952-1972, con los testimonios e intervenciones de Lino Aldani, Ferruccio Alessandri, Luigi Cozzi, Gilda Musa, Armando Silvestri, Carlo Pagetti y el secretario editorial de  Urania , Andreína Negretti.

### Italo Calvino y las cosmicómicas
En la plena madurez de su carrera literaria, Italo Calvino demostró su eclecticismo como escritor publicando en 1965 Las cosmicómicas, su primera colección de historias de ciencia ficción humorística y  paradójica, historias relacionadas con el universo, la evolución en el tiempo y en el espacio. Seguidamente publicó Ti con zero (1967); ambas obras reunidas y repropuestas con varias historias inéditas en colecciones posteriores La memoria del mondo e altre storie cosmicomiche (1968) y Cosmicomiche vecchie e nuove (1984). Para construir sus historias surrealistas e hilarantes, Calvino sigue el ejemplo de nociones científicas, sobre todo astronómicas y cosmológicas, pero las disciplinas a las que recurre a lo largo de los años son muy diversas y heterogéneas (geografía, genética, cibernética, botánica, geología), tanto, que la presencia de la ciencia en su trabajo es indudablemente fuerte y decisiva.
Son historias difíciles de clasificar y según Eugenio Montale, en su reseña del Corriere della Sera, habla de «ciencia ficción al revés», porque se proyecta «hacia el pasado más oscuro y no hacia los logros de la ciencia del futuro». El propio Calvino, que también se declara lector apasionado y divertido de ciencia ficción, no los clasifica dentro del género. En cualquier caso, con Las cosmicómicas la ciencia ficción italiana entra a título completo en antologías literarias y uno de los cuentos se adapta a la televisión en la RAI, Cuentos de ciencia ficción, en 1979. Una de las pocas ocasiones en que este tipo de literatura se presenta al público general en la televisión italiana, protagonizada por algunas de las mejores voces del teatro.

### Autores atípicos
Además de Calvino, en los años sesenta y setenta hubo numerosos autores atípicos o irregulares de ciencia ficción italiana, es decir, aquellos que contribuyeron de manera independiente y muy personal al género: Primo Levi, con sus antologías de cuentos Storie naturali (1966; Premio Bagutta 1967) —entre los cuales se encontraba el cuento Il sesto giorno— y Vizio di forma (1971); Guido Morselli, con la postapocalíptica Dissipatio H. G. (1977) y dos obras de política ficción, incluida Roma senza papa (1975), que describe el futuro de los Estados Pontificios a fines del siglo XX que, bajo un papa irlandés, Juan XXIV, se habría convertido en un centro de plena libertad de costumbres y se habría abolido el celibato sacerdotal. Entre los autores atípicos también se incluye a Paolo Volponi (La macchina mondiale, 1965; Il pianeta irritabile, 1978) y Antonio Porta, del Grupo 63, con el apocalíptico Il re del magazzino (1978). El futurólogo Roberto Vacca, uno de los pocos con una auténtica cultura científica, hizo su debut como escritor de ciencia ficción y ficción política en 1963-65, utilizando las características estilísticas del género, pero alcanzó la fama en 1971 con el ensayo apocalíptico Il medioevo prossimo venturo, utilizado como base para su siguiente novela, La morte di megalopoli (1974).
Entre otros autores normalmente adscritos a la literatura convencional que producen incursiones en la ciencia ficción, además de los mencionados Buzzati y Landolfi, están Mario Soldati (Lo smeraldo, 1974), Anna Banti y Luce d'Eramo, en particular con su novela Partiranno (también conocida como Il sogno dei marziani, de 1986), pero que a mediados de los años sesenta ya había lidiado con el género, según Vittorio Catani —con «páginas de sorprendente apertura y lucidez» aparecidas en revistas convencionales y que pasaron «prácticamente inadvertidas, cuando no acogidas de forma insuficiente».

### El nacimiento de la fanaticada

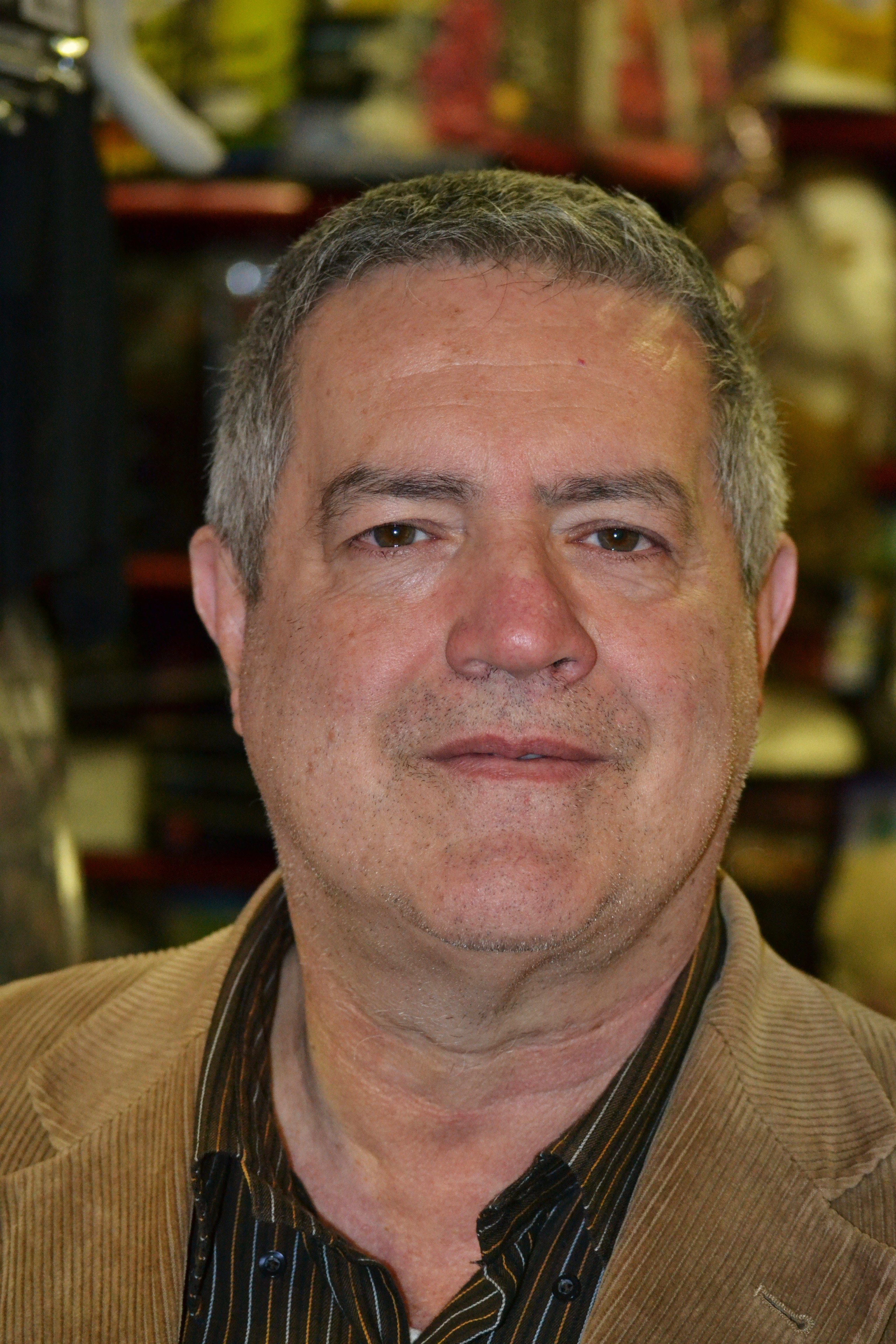
Luigi Cozzi, creador del primer fanzine italiano de ciencia ficción y posteriormente director de cine de ciencia ficción.

A principios de los años sesenta, la creciente audiencia de fans, la fanaticada o fandom, dio vida a numerosas revistas de aficionados (fanzines), publicadas con mayor frecuencia en mimeografía, en tiradas de unas pocas cientos de copias, que constituyen un rito de paso para futuros escritores como Vittorio Curtoni (más tarde director de la serie Galassia y de la revista Robot) y Paolo Brera. La segunda generación de autores italianos de ciencia ficción tiene su campo de ensayo en esta primera ola de fanzines, que explota entre 1962 y 1965.
El primer fanzine italiano, Futuria Fantasia, editado por Luigi Cozzi (más tarde director de películas de ciencia ficción y escritor), comenzó su andadura en 1962 y fue seguido a mediados de los años sesenta por muchos otros, incluidos L'Aspidistra y Verso le Stelle. Este último, diseñado por Luigi Naviglio, estaba destinado convertirse en la siguiente década en una revista distribuida en quioscos. Naviglio, uno de los autores más prolíficos de la época, también editó Nuovi Orizzonti, pronto renombrado Numeri Unici, junto con un joven Vittorio Curtoni. Sevagram fue el debut de Riccardo Valla (primer editor de las colecciones de North Publishing). El crítico Carlo Pagetti escribía en el fanzine Nuove Dimensioni.
Después de un breve momento de notable vitalidad, el fenómeno de los fanzines, sin embargo, colapsó repentinamente en 1965, solo para reanudarse en los años setenta. La segunda fase del fandom comenzó en 1972, con la corta vida del fanzine Pulsar, seguido pronto por Kronos, publicado en Ferrara, y Astralia, publicado en Sicilia.
Siguiendo la estela abierta por Pagetti en los años sesenta, nacieron varios fanzines especializados en crítica literaria: Alternativa de Giuseppe Caimmi y Piergiorgio Nicolazzini (más tarde editor de las colecciones Cosmo y Cosmo Oro de la editorial Nord); Un'Ambigua Utopia (1977-1982), del homónimo colectivo milanés de extrema izquierda del que formaba parte Antonio Caronia; Crash en Génova; Fate largo! (1977) en Cagliari; finalmente el más longevo, Intercom, creada en 1979 en Palermo por Bruno Valle y Domenico Gallo continúan con Pippo Marcianò en Génova durante casi un centenar de números, para luego trasladarse a Terni (hasta el número 149), para finalmente trasladarse a la red en 1997, convirtiéndose en un webzine.
Entre los fanzines dedicados a la publicación de ficción, el más importante era The Time Machine, publicado en Padua y editado por Franco Stocco y Mauro Gaffo, promotores de uno de los primeros concursos de ficción inédita, el premio Mary Shelley. Otras revistas de aficionados fueron Vox Futura en Milán, editada primero por Angelo De Ceglie y luego por Luigi Pachì, en la que debuta el ilustrador Giuseppe Festino; Il Re en Giallo en Trieste; Dimensione Cosmica en Chieti; Nuove Dimensioni en Livorno. También debe mencionarse Proposta Sf, publicada en Bolonia de 1978 a 1980, el primer fanzine italiano dedicado por completo al cine de ciencia ficción (n.° 1 y 2) y de horror fantástico (n.° 3 y 4), una especie de respuesta fandom al gran éxito que en la época (1975-77) disfrutaban las mega-reseñas del cine de ciencia ficción organizadas por Luigi Cozzi.
Las conferencias y convenciones anuales de ciencia ficción para entusiastas también comenzaron a principios de los años setenta, con la primera SFIR (Science Fiction Italian Roundabout) celebrada en 1972 en Trieste, un evento que luego se renombró Italcon. Este evento anual permitió consolidar la fanaticada a escala nacional y asignar lo que sigue siendo el principal reconocimiento atribuido por el fandom, el Premio Italia, a partir de 1972 y anualmente desde 1975. Entre los promotores incansables de Italcon, desde el inicio, destacó Ernesto Vegetti (1943-2010), más tarde fundador y presidente de la asociación World SF Italia, que reunió a críticos y entusiastas; fue un gran bibliógrafo de la literatura italiana de fantasía / ciencia ficción: su Catalogo della fantascienza, inicialmente en forma de libro, luego transferido a CD-ROM y finalmente en línea desde 1998, es el recurso bibliográfico más grande existente, alimentado con la colaboración de muchos otros entusiastas, entre ellos Pino Cottogni y Ermes Bertoni.

### El boom del cine
En los años sesenta hubo un verdadero auge en el cine de género en Italia, pero la ciencia ficción contó con relativamente pocos títulos, y ninguno entre las grandes producciones. Los efectos especiales seguían siendo muy pobres en comparación con las producciones de Hollywood, el elenco presentaba actores casi desconocidos, los guiones a menudo eran ingenuos y tambaleantes y en su mayoría siguen patrones y modelos de importación. La tendencia más generalizada en la primera mitad de la década siguió siendo la aventura espacial (con una clara referencia a la ópera espacial estadounidense), de la cual Antonio Margheriti era el maestro, junto con el terror de ciencia ficción. 
De 1960 es Space Men, la primera película de Margheriti, siempre bajo seudónimo. Il mulino delle donne di pietra (1960), considerada una de las mejores películas de terror de fantasía, se basa en el arquetipo del científico loco.
El Festival internacional de cine de ciencia ficción de Trieste nació en 1963, el primer y principal festival del género en Italia, destinado a celebrarse hasta 1982 (renacido en 2000 como Science Plus Fiction). Otorgaba el premio Asteroid cada año a la mejor película en competición. El festival daba a conocer las obras cinematográficas de Europa del Este al público italiano e internacional.
1965 fue el año más prolífico para el cine italiano de ciencia ficción. Di Margheriti lanzó cuatro películas casi simultáneamente y Mario Bava hizo una de las mejores películas de género de la época: Terrore nello spazio, basada en una historia de Renato Pestriniero. Ese mismo año, Elio Petri dirigió una película muy diferente, La decima vittima (basada en un cuento de Robert Sheckley), protagonizada por primera vez por dos celebridades: Marcello Mastroianni y Ursula Andress. Fue el mejor homenaje que el cine italiano rendiría a la ciencia ficción sociológica que comenzaba a renovar el género literario por aquellos años.
Omicron película de 1963, escrita y dirigida por Ugo Gregoretti, es una sátira sobre el conflicto de clases. De 1964 es el Il disco volante de un joven Tinto Brass, que cuenta la historia de un aterrizaje alienígena en el campo en el Véneto, una sátira sobre el atraso de una Italia burguesa y provincial. Inmediatamente después, entre 1965 y 1967, el cine italiano fue literalmente sumergido por una avalancha de películas de espías fantásticas de bajo presupuesto, principalmente en coproducción con otros países europeos (de ahí la etiqueta eurospy), y sin pretensiones, filmadas rápidamente para aprovechar el éxito de las películas de James Bond.

### El cine en los años de las protestas
Durante los años de las protestas de finales de los 60, el interés por la ciencia ficción sociológica también surgió en el cine y las historias fantásticas fueron una oportunidad para hacer críticas y sátiras con un trasfondo social. La sátira y la parodia son precisamente, según Carlo Pagetti, quizás la única área real en la que la cinematografía italiana de ciencia ficción ha sido capaz de ofrecer contribuciones originales. Además, este tipo de historia no requiere efectos especiales particulares o escenografía elaborada, y está al alcance de los escasos medios de las producciones italianas.
H2S (1968) de Roberto Faenza cuenta la rebelión de un joven contra una sociedad tecnocrática y consumista (la película fue incautada durante algunos años). Ecce Homo - I sopravvissuti (1969) de Bruno Gaburro presenta un escenario post atómico. Luciano Salce rodó Colpo di stato (1969), una mordaz comedia política ficticia que escenifica una Italia en la que, debido a un error informático, el Partido Comunista gana las elecciones en lugar de los demócratas cristianos, provocando reacciones de pánico. Sin embargo, la película fue condenada al ostracismo tanto por la derecha como por la izquierda y se retiró rápidamente de la circulación.
La película animada Vip - Mio fratello superuomo (1968) de Bruno Bozzetto es una parodia cómica sobre los superhéroes estadounidenses y el consumismo predominante. En 1969 fue presentado en el Festival Internacional de Cine de Ciencia Ficción en Trieste Il tunnel sotto il mondo, el primer trabajo de Luigi Cozzi, inspirada en la historia de 1955 del mismo nombre de Frederik Pohl, un clásico de la sátira del consumismo.
Liliana Cavani en su película de 1970 I cannibali, ambientada en Milán en un futuro próximo sin especificar, la Antígona de Sófocles realiza una reflexión crítica sobre la contestación del sesenta y ocho. N.P. - Il segreto (1971) de Silvano Agosti comparte a su vez la reinterpretación en un contexto de ciencia ficción y sociológico las tesis libertarias del sesenta y ocho. Conviene far bene l'amore (1975) de Pasquale Festa Campanile, una película satírica a caballo entre la comedia erótica italiana y la ciencia ficción, imagina una civilización del futuro que resuelve la crisis energética extrayendo energía del sexo.
Con la ciencia ficción sociológica finalmente se cimentó Ugo Tognazzi como director con I viaggiatori della sera (1979), una película de autor basada en la novela del mismo nombre de Umberto Simonetta, que se desarrolla en un futuro distópico donde no hay sitio para los ancianos.
En 1975, Luigi Cozzi y Ugo Malaguti organizaron en el cine Planetario de Roma una crítica dedicada exclusivamente al cine de ciencia ficción, que contribuyó a difundir el imaginario de la ciencia ficción. En la capital ya se estaba realizando una exposición de tecnología aeroespacial cada año en el Palacio de Congresos, durante la cual se mostraban películas de ciencia ficción. También se transmitieron películas de este género en la RAI durante la «noche de la Luna» y en los días previos al alunizaje del Apolo 11 (21 de julio de 1969).
A finales de los setenta, el éxito de la película La guerra de las galaxias (1977) reavivó la tendencia más despreocupada de la aventura espacial. Luigi Cozzi realizó en 1978 (bajo el seudónimo de «Lewis Coates») su película más famosa, Scontri stellari oltre la terza dimensione, una coproducción italoestadounidense llena de citas a los clásicos del género.

### La ciencia ficción en la televisión

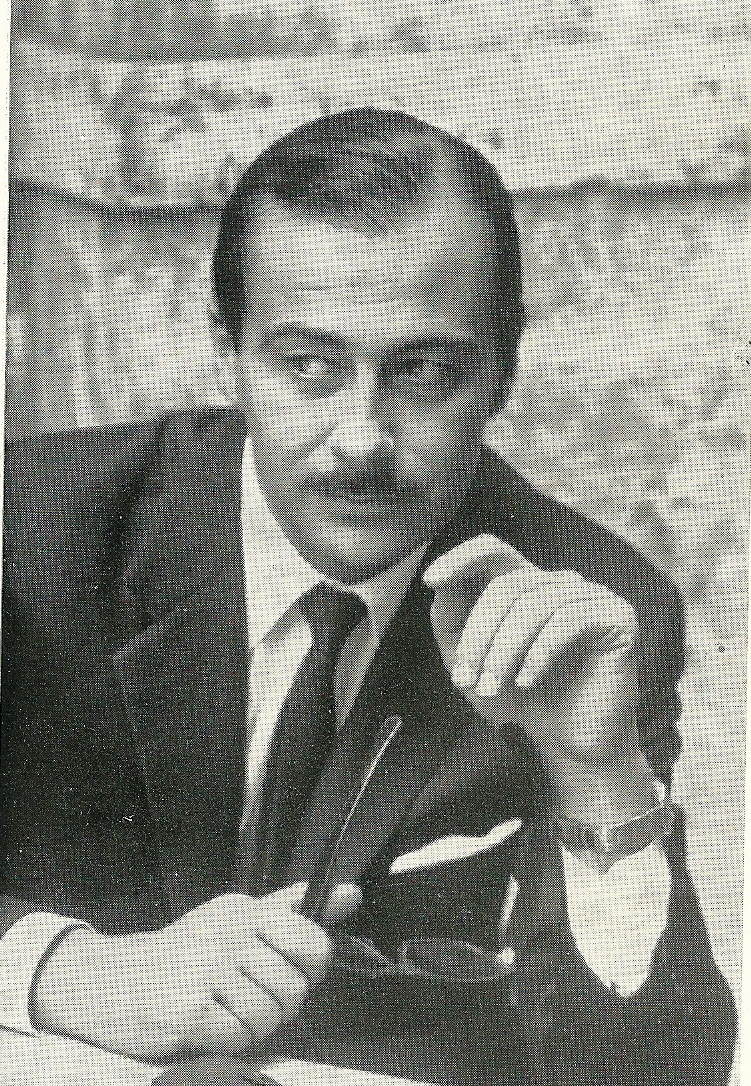
El director Daniele D'Anza

En los años setenta, la ciencia ficción aparece en la televisión italiana, con varias producciones de la RAI a raíz del gran éxito del primer drama televisivo fantástico, Il segno del comando dirigido por Daniele D'Anza (1971), centrado en lo sobrenatural. D'Anza, aficionado a lo oculto y lo paranormal, abordó estos temas en varias producciones de la década, prestando mayor atención al género de la ciencia ficción.
El escritor Inisero Cremaschi fue el guionista del primer y probablemente más exitoso guion de ciencia ficción de la RAI, A come Andromeda (1972), dirigido por Vittorio Cottafavi, adaptación de un programa de la BBC de 1961 escrito por Fred Hoyle y John Elliot y de la novela del mismo nombre de 1962.
Le siguió la miniserie ESP (1973), un thriller paranormal dirigido por Daniele D'Anza y protagonizado por Paolo Stoppa como el psíquico holandés Gerard Croiset.
De 1973 a 1975, la primera de las dos temporadas de la serie de televisión británica Space: 1999 fue coproducida por la RAI, la última creada por Gerry y Sylvia Anderson. Fue una producción de vanguardia para la época, pero la presencia italiana en el reparto era muy pequeña y de poca importancia.
La miniserie Gamma (1975), dirigida por Salvatore Nocita sobre un tema de Fabrizio Trecca, propone una historia centrada en el trasplante de cerebro en un joven piloto herido y en sus implicaciones éticas.
La traccia verde (1976) dirigida por Silvio Maestranzi, con Sergio Fantoni y Paola Pitagora, es un misterio que gira en torno a un tema de ciencia marginal, la sensibilidad de las plantas. El guion, una historia original, aunque con similitudes con la novela Giungla domestica de Gilda Musa y de Flavio Nicolini, que también firmó los mencionados ESP y Gamma.
Dejando a un lado Ritratto di donna velata (1975) y Il fauno di marmo (1977), atribuibles principalmente al horror y al gótico, el siguiente producto de ciencia ficción fue la miniserie Extra (1976) de dos capítulos, dirigida por Daniele D 'Anza; un thriller sobre ovnis con Vittorio Mezzogiorno centrado en los «hombres de negro» de las teorías de conspiración estadounidenses, que reconstruye un caso de secuestro alienígena en Pascagoula, Misisipi, que habría ocurrido unos años antes, en 1973.
La literatura se convirtió en protagonista en el programa Racconti di fantascienza de 1979, dirigido por Alessandro Blasetti, que en cada uno de los tres episodios presenta algunas historias de ciencia ficción leídas por Arnoldo Foà y comentadas por el propio Blasetti, seguidas de tres cortos de televisión, de unos diez minutos cada uno, inspirados en historias o novelas famosas, siempre en el campo de la ciencia ficción. Entre estos, junto con los principales autores anglosajones, también se incluyó una historia de Primo Levi. El proyecto de Blasetti era más amplio (6 episodios) pero fue cancelado por la RAI, sin posibilidad de continuación.
La década con mayor representación de la ciencia ficción de la televisión italiana, destinada a no repetirse, terminó con una miniserie distópica en tres episodios, Paura sul mondo (1979) dirigida por Domenico Campana, basada en la novela L'uomo è forte de Corrado Alvaro e interpretada por Ugo Pagliai. De ese mismo añ fueron I racconti fantastici di Edgar Allan Poe, escrita y dirigida por Daniele D'Anza, en cuatro episodios.

### La historieta en las décadas de 1960 y 1970
A principios de los años sesenta en Italia hubo un renacimiento de los superhéroes en el cómic, en la imitación más flagrante de los personajes estadounidenses. El primero de estos nuevos superhéroes tricolores son dos adolescentes que viven aventuras de ciencia ficción: Junior, publicado en Intrepidoo, y Atlas en Il monello, ambos de 1960. Al año siguiente, aparece Radar, inicialmente en la revista Piccolo Sceriffo y luego en un cómic propio; un personaje más ingenuo y similar al Superman de los años cincuenta, pero de cierto éxito, tanto como para que se publicasen cien números y ser exportado a Inglaterra con el nombre de Wonderman. Atomik de 1962, concebido por Luciano Secchi y Paolo Piffarerio (publicado en el apéndice de los libros de Maschera Nera), en lugar del también italiano Misterix, ambos equipados con «trajes atómico» similares. El posterior aterrizaje abrumador de los superhéroes de Marvel Comics a principios de los años setenta arrasará con sus versiones italianas, incapaz de evolucionar y obtener un éxito remotamente comparable al de los estadounidenses o incluso a los héroes nacionales de los años cuarenta.
Paralelamente al éxito de los superhéroes en Estados Unidos, existe en Italia y en Europa la vena de justicieros enmascarados, actualizada y combinada con el cómic negro italiano: Lak Timo (1964); Atoman contra Killer (1965-66) de Roberto Diso y Santo D'Amico; Cosmik (1967), diseñado por Giorgio Chiaperotti; Jorgo (1969); Wampus (1969), concebido para el mercado francés por Marcel Navarro y dibjado por Lube (Luciano Bernasconi); Lak il giustiziere dello spazio (1970) de Raimar y Amapir.
Giovanni Ticci, en 1963, después de haber ilustrado cómics de vaqueros y de ciencia ficción destinados al mercado estadounidense, diseñó la miniserie Judok sobre textos de Gian Luigi Bonelli, una especie de «Tex del espacio» publicado en la colección Rodeo. Dino Battaglia, en 1965, en Corriere dei Piccoli, publicó I cinque della Selena, sobre textos de Mino Milani, una historia de ciencia ficción utópica con extraterrestres buenos. De 1964 a 1966 se publicó Kolosso, con aventuras inspiradas en las del más famoso Dick Fulmine, que veía a un gigante musculoso involucrado en innumerables vicisitudes cómicas, vividas en los períodos y lugares históricos más variados del mundo, viajando con una máquina del tiempo.
A partir de la segunda mitad de los años sesenta, el fenómeno de las heroínas «fantasexy» explota en Italia, tras el éxito de la Barbarella francesa. En esta vena aventurera-erótica —decididamente más castigada en Italia que en el extranjero— se encuentra Uranella (con una referencia clara a la serie de ciencia ficción italiana más exitosa), de 1966 a 1968 sobre guiones de Pier Carpi y dibujos de Floriano Bozzi, con historias ambientado en planetas desconocidos, en la frontera entre ciencia ficción y fantasía; Uranella también se exportó a otros países europeos, incluidos Francia y Alemania. Entre los otros cómics de la vena fantasexy están Alika (1965), Selene (1965), Gesebel (1966), Venus (1966), Astrella (1969), Destinazione Andromeda (1972) y Cosmine l'atomica del sesso (1973-1974), una mujer robot en un futuro postatómico, con guiones de Silverio Pisu y la participación en dibujos en un número de Milo Manara. Incluso la más conocida Valentina de Guido Crepax nació de un cómic de ciencia ficción, Neutron (1965), que pronto reemplazó al protagonista masculino; y si ien es cierto que más tarde Valentina regresa solo ocasionalmente al género de la ciencia ficción, lo hace con historias siempre sugerentes para la originalidad de las tramas y para los escenarios de ensueño (I sotterranei, 1966; L'astronave pirata, 1968).
Son esporádicos los casos de superhéroes italianos que aparecen después de finales de los años sesenta: los últimos, ambos de 1974, son probablemente Medium, concebidos por Rastignac (Romano Garofalo), con dibujos de Giorgio Trevisan, en posesión de poderes mentales al límite de lo sobrenatural; y L'Ombra (que no debe confundirse con el personaje homónimo de Pratt de 1964), creado por Alfredo Castelli y Ferdinando Tacconi para el Corriere dei Ragazzi, con el poder de la invisibilidad.
En el campo del humor, entre 1969 y 1970, aparecen en la revista Psyco las Storie dello spazio profondo, sobre un guion de Francesco Guccini y dibujos de Bonvi (que también escribe las últimas dos de las siete historias, adaptando dos historias cortas de Robert Sheckley), donde transpira la sátira social y una visión pesimista del futuro. Bonvi luego produjo, de 1973 a 1979, las Cronache del dopobomba, una serie de 43 historietas cortas, amargas y sarcásticas que describen un mundo postapocalíptico desprovisto de toda esperanza; las Cronache de Bonvi, rechazadas por varios editores, fueron publicadas con éxito en Francia en 1974. Guccini es también el autor en 1972 del retrato posapocalíptico más conocido de la década, con su canción Il vecchio e il bambino (en el álbum Radici).
En 1971 apareció en las páginas de Il Giornalino de Edizioni Paoline la serie Gli Astrostoppisti, escrita por Alfredo Castelli y dibujadada por Nevio Zeccara. Las aventuras humorísticas de los dos protagonistas, que siempre comienzan y terminan en el «bar al borde de la galaxia», anticipan las de la famosa guía galáctica para autostopistas de Douglas Adams en siete años. También aparecieron en el Giornalino las historietas fantasiosas de Kriss Boyd, de Fabio Fenzo y Nevio Zeccara, a partir de 1976; un agente secreto del futuro con poderes paranormales.
En 1973 debutó Roberto Bonadimani, el único historietista italiano que se dedicó exclusivamente al género de la ciencia ficción; publicado por Editrice Nord, consiguió varios premios del sector durante la década, en particular con la serie Cittadini dello spazio (1977), en la que muestra su predilección por la creación de mundos alienígenas. Bonadimani se dedicó a personajes femeninos con Uri (1977 en Robot), en el que describe a un pueblo de amazonas, y con Anyha de 1980, también una amazona.
Guido Buzzelli, que evolucionó como artista de lo fantástico y lo extraño con historias difíciles y complejas, se hizo famoso en Francia en 1968, donde muchas revistas dieron la bienvenida a su trabajo rompedor con los brazos abiertos. Más tarde recibió la consagración también en Italia con el premio Yellow Kid en 1973, donde publicó en Alter Alter (la hermana menor de la revista Linus) La guerra videologica (1978), un cuento de política ficción sobre el poder de la televisión.
Un cómic raro que asocia el tema religioso con el género de la ciencia ficción es Crist-031, escrito y dibujado por Giulio Bertoletti y publicado en 1975, del cual solo sale el primer número de las ediciones Universe.
Hacia el final de la década, Magnus dio a luz a I Briganti (1978), una gran saga de aventuras ambientada en un Medioevo de ciencia ficción, inspirada en una obra maestra de la literatura china del siglo XIV.

## La década de los ochenta: la vuelta a la fanaticada
Los años ochenta comenzaron con una situación de crisis debido a la inflación de publicaciones de ciencia ficción que se había dado a fines de la década anterior, con obras a menudo de baja calidad y originalidad y un cierto paso de los lectores hacia la fantasía y la fantasía heroica, con un creciente interés por las obras de J. R. R. Tolkien y los juegos de rol.
Con el cierre en 1979 de la revista Robot, la ciencia ficción italiana, con especial referencia a la ciencia ficción sociológica sobreviviente, se ve «obligada a pasar a la clandestinidad», abordando principalmente el mercado restringido de fanzines para fanes, una vez más mimeografiado, al menos hasta Advenimiento de Internet en los noventa. Los títulos principales se llamaban Lucifer; Intercom (iniciada en 1979); TDS - The Dark Side (1981-1991) de Vercelli, fundado por Giampiero Prassi y dirigida durante algún tiempo por Franco Ricciardiello (futuro ganador del Premio Urania); Un'ambigua utopia (1977-1982), que se centra en la discusión entre política y ciencia ficción. En esos años, Dimensione Cosmica se convierte en punto de referencia para una gran parte del mundo cultural vinculado a la fantasía y la ciencia ficción, un fanzine y posteriormente revista a todos los efectos, fundada en 1978 por Michele Martino y luego dirigida por Anna Rinopaoli y Renato Pestriniero.
Mientras tanto, sin el freno y el filtro formado por las necesidades comerciales de los editores, según Domenico Gallo, «se desarrolló una ciencia ficción radical e indignante, orientada hacia la literatura oficial para violentarla, ridiculizarla, subsumirla, desearla como un cuerpo para amar». Entre los principales autores-activistas de estos años se encuentran Daniele Ganapini, Gianluigi Pilu, Daniele Brolli, Claudio Asciuti y Domenico Gallo, a quienes posteriormente se agregan Franco Ricciardiello, Roberto Sturm y Danilo Santoni.
A principios de los años ochenta se produjo un auge en la microedición de aficionados de ciencia ficción y se abrió lo que Silvio Sosio denominó «la era de los grandes clubes», la tercera fase histórica de la fanaticada. Si anteriormente los fanzines eran iniciativa de pequeños grupos de tres o cuatro personas, después de la convención europea de Stresa en 1980 (la segunda que tuvo lugar en Italia), nacieron grandes organizaciones de aficionados, con cientos de miembros y sedes en las grandes ciudades. Entre ellos la ANASF (Associazione Nazionale Amatori della SF) en Roma (1979), animada por Gianni Pilo; la City en Milán, promovida sobre todo por Mario Sumiraschi, que publicó numerosos fanzines: L'Altro Spazio de Luigi Pachì, La Spada Spezzata (Silvio Sosio y Paolo Pavesi), Maelstrom, Millennium y otros. Del Space Opera Club de Turín, promovido por Gianfranco Briatore (ya conocido como autor con el seudónimo de «John Bree»), nacen el Space O Club en Aosta (que crea el premio Courmayeur) y el Star Trek Italian Club (STIC), destinado a convertirse en el club oficial de Star Trek en Italia en 2001, con la publicación de la revista de papel Inside Star Trek Magazine.
Además de las grandes organizaciones, los clubes más pequeños continuaron trabajando, a su vez publicando varios fanzines, que en los últimos años habían pasado del mimeógrafo, a las fotocopias y la impresión offset, mejorando los gráficos y comenzando a adoptar la autoedición en la segunda mitad de los ochenta. No faltan las publicaciones humorísticas en el ámbito de los aficionados.
En la segunda mitad de los años ochenta, la actividad se concentró en la creación de numerosos premios literarios (generalmente abiertos a todas las ramas de lo fantástico), eliminando así el espacio para los fanzines, que vieron un período de estancamiento. En 1977 nació el Premio Lovecraft (sin ninguna relación con el concurso del mismo nombre organizado por Delos Books desde 1994), por Gian Filippo Pizzo, con el patrocinio de Editrice Nord, reservado para cuentos de ciencia ficción, terror y fantasía, inéditos o editados. Desaparecido en los años siguientes, Pietro Borgo lo relanzará de 1997 a 2008 con el nombre del premio Akery (del antiguo nombre de la ciudad de Acerra). Entre los más importantes y longevos se encuentra el Premio Courmayeur para cuentos de género fantástico, activo hasta el año 2000 y promovido por el municipio de Courmayeur en colaboración con el club Space O de Aosta y Keltia Editrice.
En 1986, la era de los grandes clubes comenzó su ocaso y solo unos pocos fanzines de ciencia ficción estaban destinados a sobrevivir, mientras que hay un aumento paralelo en el interés por la fantasía. En este contexto cobra importancia, el Premio Tolkien, organizado entre 1980 y 1990 por el editor Solfanelli de Chieti y presidido durante varios años por Oreste Del Buono. La revista Intercom se encuentra entre las pocas publicaciones que continúan (estableciendo un premio literario del mismo nombre en 1993); después del cierre de THX 1138, Antonio Scacco fundó Future Shock en 1986. También se crearon otras revistas de aficionados, pero de corta duración.
Del lado profesional, de 1984 a 1985, debido a una serie de circunstancias, las principales editoriales comienzan a dar espacio a las novelas de calidad de autores italianos «no realistas», incluso principiantes, que comienzan a publicar en colecciones de narrativa generalista, sin etiquetas particulares, sus propias obras de ciencia ficción, horror, gótico y fantástico. Además de la novela policiaca, de detectives y de espionaje, al final de la década, incluso los géneros de lo fantástico son totalmente aceptados en las colecciones de las principales editoriales. Stefano Benni publicó Terra!, una exitosa novela postapocalíptica y satírica, en 1983, la primera de muchas de sus obras humorísticas de ciencia ficción.
También surgió un grupo de escritores jóvenes, entre ellos Daniela Piegai, que crea una versión tecnológica de El castillo de Franz Kafka con Il mondo non nostra (1989).
Mientras tanto, Fruttero & Lucentini comenzaron a publicar en 1983 la colección I Massimi della Fantascienza (continuada hasta 2004), una serie de grandes volúmenes en los que recopilaban las obras maestras de los grandes autores del pasado (aunque sin aparatos críticos y aún con traducciones antiguas). También comenzó un cierto interés por los «precursores», los autores de ficción olvidados y la ciencia ficción de los siglos XIX y XX, con las colecciones de la editorial Solfanelli, que publicó la mayor cantidad de obras italianas contemporáneas.
En los años ochenta, la editorial Nord, en su serie Cosmo Argento, persigue con continuidad las propuestas de autores italianos de ciencia ficción mediante la publicación de varias novelas.
Mientras tanto está llegando el cyberpunk —que se originó en los Estados Unidos en la primera mitad de la década de 1980—, pero se desarrolla en Italia más tarde, especialmente desde comienzos de la década siguiente.

### Cine y televisión
En 1981 se estableció el Fantafestival (Exposición internacional de cine de ciencia ficción y fantasía) en Roma, mientras que al año siguiente se cerró el histórico festival de cine de ciencia ficción en Trieste.
En el campo del cine popular, a principios de los años ochenta se intentó construir una «nueva ciencia ficción italiana», basada sobre la imitación de películas estadounidenses de éxito, comenzando con Star Wars, a menudo mezcladas con el tropo postapocalíptico y el nuevo terror italiano. Sin embargo, la tendencia cinematográfica posapocalíptica, nacida de las exitosas películas Mad Max y del mito de la anarquía y la violencia en los guetos metropolitanos, se mantendrá por unos años. Entre sus directores está Enzo G. Castellari (1990 - I guerrieri del Bronx, I nuovi barbari de 1982 y Fuga dal Bronx de 1983), Sergio Martino (2019 - Dopo la caduta di New York, en 1983). Antonio Margheriti rodó Il mondo di Yor (1983), coproducida por RAI y basado en el cómic argentino Henga el Cazador de Juan Zanotto y Ray Collins, una historia de ciencia ficción fantástica; Lucio Fulci rodó I guerrieri dell'anno 2072 (1984).
Umberto Tozzi, en 1982, con el éxito Eva, canta un mensaje de esperanza en el contexto de un escenario apocalíptico postatómico.
En la segunda mitad de la década, el éxito internacional de Terminator y RoboCop difundió en el cine italiano una serie de clones de bajo y muy bajo presupuesto, basados en androides, cyborgs y viajes en el tiempo. A finales de los años ochenta, la tendencia, que apenas se ha caracterizado como un género, inevitablemente entra en crisis, seguida por todo el cine italiano. La década termina con la última película de ciencia ficción de Margheriti / Dawson, Alien degli abissi (1989), una fantasía ecológica de horror. El mismo director había filmado dos años antes para RAI —basada en un proyecto de Renato Castellani— el drama televisivo L'isola del tesoro (1987), una transposición a la ciencia ficción de la novela de Stevenson ambientada en el espacio. Sin embargo, el primer éxito de taquilla producido en su totalidad por la RAI, L'isola del tesoro, filmada con un elenco internacional y un presupuesto muy superior al de cualquier otra producción italiana de ciencia ficción para cine o televisión, permanece en gran medida ignorado, incluso en la propia televisión italiana.

### Historieta en los años ochenta

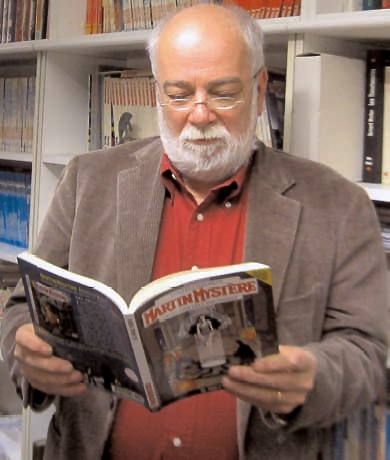
Alfredo Castelli, creador y editor de Martin Mystère

Martin Mystère nació en 1982, el «detective de lo imposible», concebido por Alfredo Castelli, con gráficos de Giancarlo Alessandrini y publicado por Sergio Bonelli Editore, que se mueve en esa zona entre la ciencia y la ciencia ficción denominada «pseudoarqueología», definida por los superventas de Peter Kolosimo y Erich von Däniken en las décadas de 1960 y 1970. Sus historias meticulosamente documentadas varían ampliamente entre los mitos antiguos y modernos y la investigación histórica, Atlantis y otros continentes perdidos, ovnis y hombres de negro, teorías de conspiración y parapsicología. Publicado durante más de 35 años, fue uno de los cómics italianos más longevos, traducido a numerosos idiomas, incluyendo una miniserie en los Estados Unidos, publicada por Dark Horse en 1999.
De 1980 a 1986, la segunda encarnación de Ranxerox vio la luz del día en la revista Frigidaire, con los textos del creador Stefano Tamburini y los dibujos de Tanino Liberatore, inicialmente nacido en 1978 con los dibujos de Andrea Pazienza. El protagonista es un robot con rasgos humanos construido a partir de piezas de una fotocopiadora, dotado de una gran fuerza física y una violencia feroz. Según Valerio Evangelisti, Ranxerox anticipa el cyberpunk, «poniendo las condiciones previas antes del aterrizaje en Italia y anticipando en bastante la atmósfera de Blade Runner».
Otras revistas, surgidas a raíz del éxito de la revista francesa Métal hurlant, también recurren a lo fantástico, como Totem, nacida en 1980, que prefiere cuentos breves y que publica pocos autores italianos. Poco después, en 1981, salió la versión italiana de Métal hurlant, publicada durante tres años.
En los años ochenta, Magnus dio vida a uno de sus personajes más exitosos con Milady nel 3000 (1980-1984), que mezclaba la cultura china con el ambiente de Flash Gordon, el erotismo y la tecnología. Creó el retrato de un futuro no hipertrófico e hiper-tecnológico, bastante aristocrático y decadente. El cómic también se publicó en francés en Métal hurlant. En 1985, Paolo Eleuteri Serpieri comenzó la serie postapocalíptica Morbus Gravis, que tenía como protagonista a la sensual Druuna, una serie caracterizada por contenidos muy explícitos de sexo y violencia, que continuó hasta 2004 y se tradujo a varios idiomas.
En 1980 apareció por episodios en las páginas de Il Giornalino de Edizioni Paoline, Ulix, una obra maestra de cómic de Alfredo Brasioli. Una historia llena de metáforas ambientadas en un futuro postapocalíptico inspirado en la Odisea. En 1987, en la misma revista, fue el turno de Paulus, dibujada por Gianni de Luca sobre textos de Tommaso Mastrandrea, una versión de ciencia ficción de la historia de Pablo de Tarso, ambientada en un futuro lejano dominado por un imperio galáctico. Una de las historias más originales del maestro de Luca, fue el trabajo más ambicioso de su carrera.

## La década de los noventa

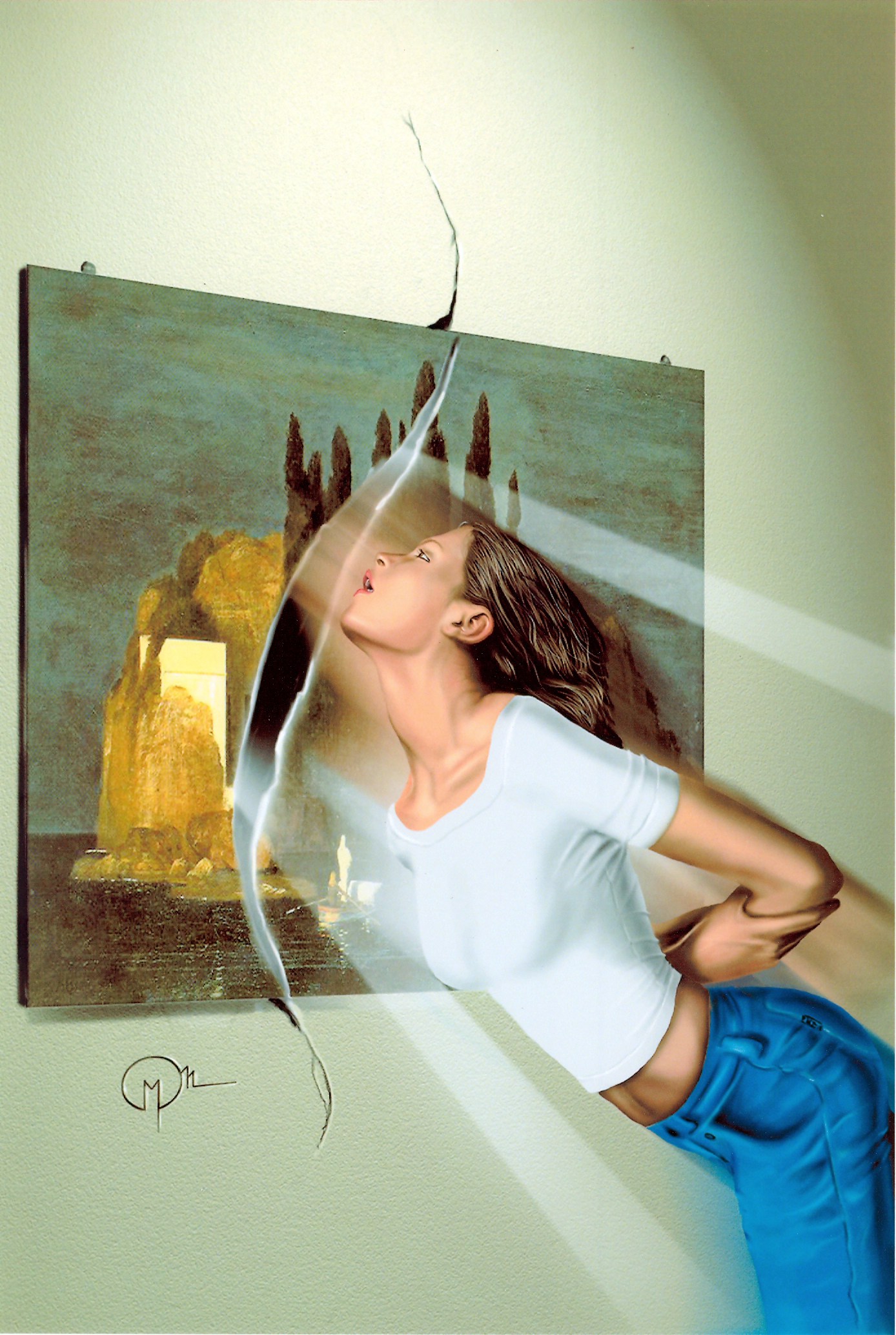
Obra de Maurizio Manzieri para la cubierta de la novela Ai margini del caos (1998) de Franco Ricciardiello, Urania Mondadori

### La ola cyberpunk
La ola de cyberpunk, después de los primeros artículos en revistas especializadas, surgió en los medios generalistas italianos a partir de 1989; en 1990 se publicó Cyberpunk - Antologia di testi politici, editada por Raffaele Scelsi, que rápidamente se convirtió en el texto de referencia. Por lo tanto, el cyberpunk italiano se desarrolló principalmente en la primera mitad de los noventa, también gracias a la edición italiana de Isaac Asimov's Science Fiction Magazine —que se publicó durante los ochenta en varias editoriales—, que entre 1993 y 1995 fue dirigida por Daniele Brolli explícitamente en clave ciber. La tendencia emergente encontró espacio en las publicaciones de la editorial cooperativa Shake edizioni underground de Milán, que de 1986 a 1998 publicó la revista Decoder, promovida por Primo Moroni. En la primera mitad de los noventa el cyberpunk se exploró en las publicaciones de la editorial Synergon de Bolonia, con obras de Pino Blasone, Pina D'Aria, Vanni De Simone y Lorenzo Miglioli. Shake, atenta a las nuevas formas de comunicación, presentó varios trabajos diseñados para video y distribuidos en VHS, como el videozine Cyperpunk. En 1991 comenzó un BBS cyberpunk dentro de la red FidoNet y en 1992 en el centro social Conchetta creó el primer experimento de televisión interactiva italiana. Poco después, a mediados de los noventa, Internet también explotó en Italia, con la difusión del World Wide Web.
Nicoletta Vallorani creó un breve ciclo de éxito con el cyberpunk negro Il cuore finto di DR (1992; premio Urania, traducido en Francia por Gallimard) y seguidamente DReam box (1997). Alessandro Vietti hizo su debut en 1996, ganando último Premio Cosmo con Cyberworld.
En 1999, como conclusión de esta fase, se publicó  Sangue sintetico - Antologia del cyberpunk italiano, con historias de Vittorio Catani, Franco Forte, Domenico Gallo, Francesco Grasso, Alberto Henriet, Franco Ricciardiello, Danilo Santoni, Roberto Sturm (editor de la colección) y, sobre todo, Giuseppe De Rosa y Emiliano Farinella.
Sin embargo, hay excepciones. Paolo Aresi continuó su regreso humanista al espacio, con otra novela publicada por el Nord, en la colección Cosmo Argento: Il giorno della sfida, que no elimina las sugerencias informáticas, pero definitivamente centra su atención en la relación entre el hombre y el cosmos.
Después del final de la larga ola del cyberpunk, en el umbral del nuevo milenio, varios autores italianos, que no encuentran otras alternativas válidas en la ciencia ficción, cambian a otros géneros, como el negro (en el caso de Sturm), el horror o la fantasía urbana.

### Los premios Urania

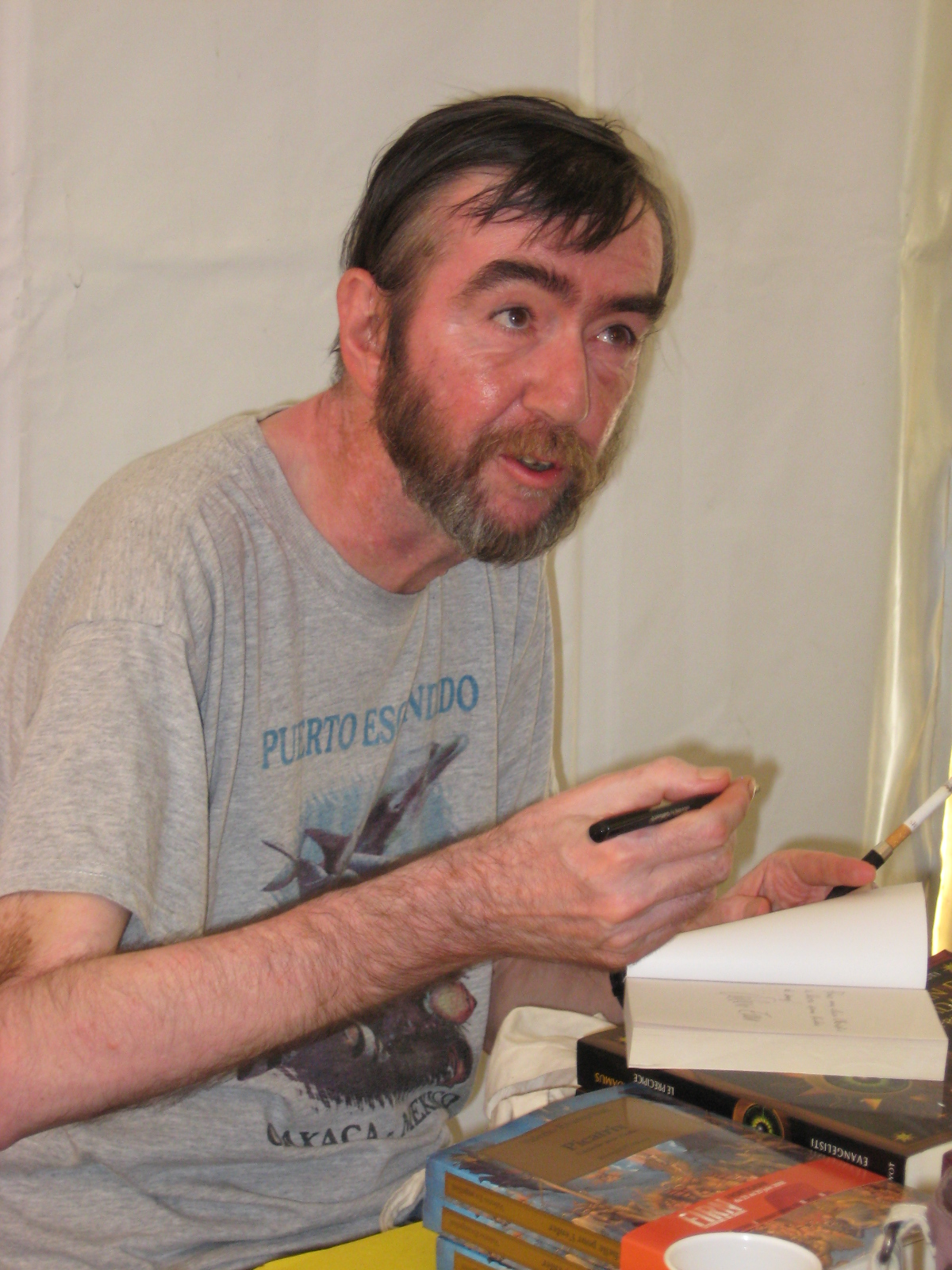
Valerio Evangelisti

A partir de 1989, interrumpiendo un largo período de 35 años en el que no había publicado autores italianos, la serie Urania de Mondadori establece el Premio Urania. La primera edición fue para Vittorio Catani, con Gli universi di Moras. Gracias a la difusión de la colección, el premio se convierte en el principal premio literario para autores italianos de ciencia ficción, descubriendo y lanzando durante los años noventa autores como Nicoletta Vallorani (Il cuore finto di DR, 1993), Luca Masali (I biplani di D'Annunzio, 1996), Massimo Mongai (Memorie di un cuoco d'astronave, 1997), Francesco Grasso (Ai due lati del muro, 1992; 2038: La rivolta, 2000), Massimo Pietroselli (Miraggi di silicio, 1995), pero sobre todo Valerio Evangelisti con Nicolas Eymerich, inquisitore (1994). Evangelisti es quien realiza las mayores ventas de toda la colección con su serie de novelas sobre el inquisidor Eymerich, en continua contaminación la entre ciencia ficción y el gótico, la novela histórica y el horror, convirtiéndose en el autor italiano de ciencia ficción más exitoso y ser capaz de conquistar una audiencia mucho mayor que la vinculada al género.
También activo en el campo de la crítica literaria y social, Valerio Evangelisti fue uno de los precursores, junto con Vittorio Curtoni, de la comunidad de Internet de la ciencia ficción italiana, como visitante habitual de sf.ita, el foro de FidoNet dedicado a la ciencia ficción. También fundó en 2000 el webzine Carmilla on line, inicialmente publicado en papel, dedicado a la crítica de lo fantástico utilizando la perspectiva política de la izquierda radical.
Otra revista semiprofesional que nació en los años noventa fuwe Settimo Inchiostro, publicada por el club de turinés Altroquando; pero hacia mediados de la década, la nueva fase, la de Internet, comienza a extenderse entre la fanaticada, lo que permite una mayor difusión. En 1994, la revista electrónica Delos Cyberzine, editada por Silvio Sosio y Luigi Pachì, comenzó a distribuirse en la red BBS; a partir de abril del año siguiente se convirtió en una de las primeras revistas en la World Wide Web en Italia, tomando el nombre de Delos Science Fiction. Metropolis, editado por Giuseppe Ferri y Maurizio Scarabelli, y el Corriere della Sciascienza lanzado por Luigi Pachì hizo su debut en 1997. En 1998, tras casi veinte años de vida en papel, el decano de los fanzines italianos, Intercom, también se mudó a Internet, continuando su actividad durante una década más, hasta 2010.

### El cine y la historieta en los años noventa

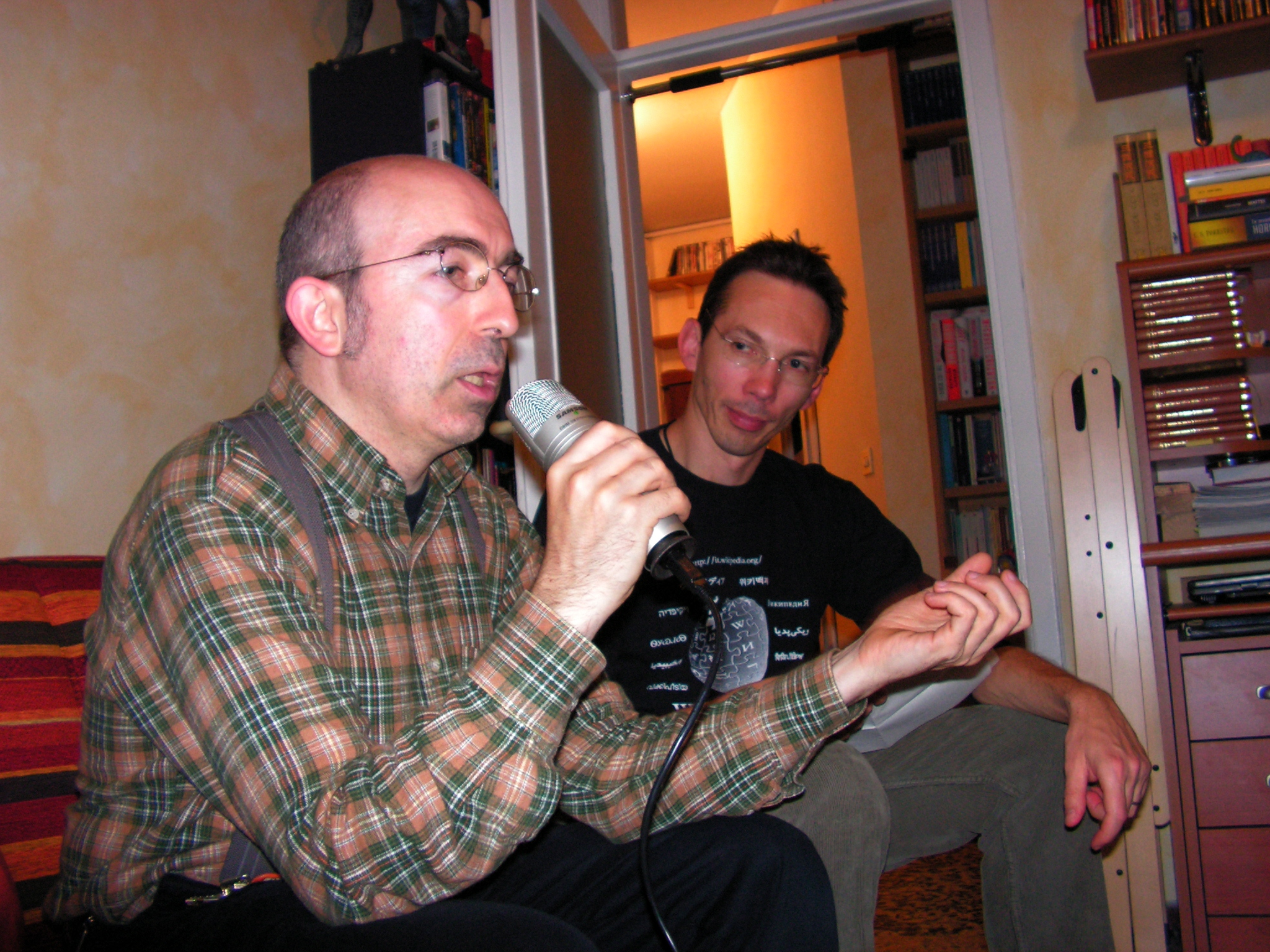
El guionista Antonio Serra, creador, junto con Michele Medda y Bepi Vigna, del cómic Nathan Never

En enero de 1991, se publicó la única revista de historietas italiana dedicada exclusivamente a la ciencia ficción, Cyborg, una publicación de vanguardia publicada por Star Comics, que reservaba especial atención al cyberpunk y tendría una duración de solo siete números. 
En agosto del mismo año, la serie Nathan Never de Medda, Serra & Vigna hizo su debut en un álbum publicado por Sergio Bonelli Editore, que ya lo había hecho con Martin Mystère. Nathan Never es una especie de investigador en un mundo futuro distópico, con atmósferas noir, que se parece mucho a la película Blade Runner. Sus historias policiales se entrelazan con todos los temas y géneros de la ciencia ficción, desde la ópera espacial hasta la vena apocalíptica y el cyberpunk, citando invariablemente, en la trama o en los personajes, obras clásicas de la ciencia ficción literaria, cinematográfica o cómica. Editado durante más de veinticinco años, Nathan Never se convirtió en la serie de cómics de ciencia ficción principal y más antigua de Italia, y dio vida a varias series derivadas, incluyendo Legs Weaver (1995-2005). El personaje de Nathan Never fue parodiado en la exitosa serie humorística Arthur King (1993) de Lorenzo Bartoli y Andrea Domestici. De 1992 a 1999, Bonelli también publicó Zona X, nacida de Martin Mystère (que alberga varias miniseries, incluidas Legione stellare y Robinson Hart); Brendon (desde 1998), orientado al terror y la fantasía postapocalíptica, ambientado en un futuro medieval; y de 1999 a 2004 Jonathan Steele, una mezcla de fantasía científica (serie continuada por Star Comics hasta 2008). Star Comics publicó Lazarus Ledd de Ade Capone, el bonellide más longevo no publicado por Bonelli, publicado regularmente desde 1992 hasta 2006, y Hammer, concebido por Riccardo Borsoni, Giancarlo Olivares, Mario Rossi, Gigi Simeoni y Stefano Vietti, entre 1994 y 1996.
Si en los años noventa la producción de ciencia ficción en Italia es relativamente floreciente en los cómics, en el sector del cine se detiene casi por completo y pocas películas van más allá de la serie B o la comedia. La única excepción notable es Nirvana (1997) de Gabriele Salvatores, una coproducción italiano-francesa con un elenco internacional, uso masivo de efectos especiales generados por computadora y una trama fuertemente inspirada en los estereotipos del cyberpunk. A pesar de la tibia recepción de los críticos en comparación con sus películas anteriores, Nirvana se convirtió en el mayor éxito comercial del director y la película de ciencia ficción dramática más exitosa producida en Italia.

### Ucronía, política ficción y «fascismo ficción»

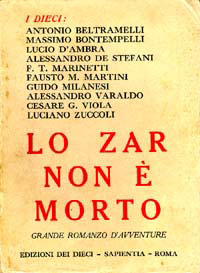
I Dieci, Lo zar non è morto, 1929

En el variado panorama de la ciencia ficción italiana, también existe la veta de la ucronía, también llamada, dependiendo de la tradición literaria, «fantasía», «historia contrafáctica» o, según lo propuesto por Umberto Eco, «allostoria», que describe el desarrollo histórico que podría haber ocurrido si un evento histórico particular hubiera sido diferente, mezclándose a menudo con la ficción política o política ficción. La ucronía en la literatura italiana ha visto un desarrollo limitado en comparación con la de habla francesa o anglosajona.
Uno de los principales autores italianos que se han dedicado a esta corriente es Pierfrancesco Prosperi (Seppelliamo re John, 1973; Garibaldi a Gettysburg, 1993), aunque existen algunos precedentes. Entre los precedentes hay que mencionar la Storia della Toscana sino al principato del académico Lorenzo Pignotti (publicado póstumamente en 1813), que imagina lo que podría haber sucedido si Lorenzo el Magnífico no hubiera muerto en 1492; el mencionado Lo zar non è morto en 1929, escrito por I Dieci, un colectivo de futuristas y escritores de vanguardia; además de una novela póstuma de Guido Morselli, Contro-passato prossimo (1974), en la que imagina que la Primera Guerra Mundial fue ganada por el Imperio Austrohúngaro, que en consecuencia vuelve a entrar en Italia septentrional.
También las primeras obras de Luca Masali, autor que se caracteriza por una cuidadosa reconstrucción del contexto histórico, son ucronías: una trilogía de novelas inauguradas con I biplani di D'Annunzio (1995), ambientada durante una Gran Guerra revisitada, que no concluye en 1918 sino que, debido a la interferencia del futuro, continúa en la década de 1920. Entre religión y política ficción, Ferruccio Parazzoli con 1994 - La nudità e la spada (1990) imaginó escribir en 2015, veinte años después del hecho crucial del fin del milenio: el final sangriento del cristianismo debido a un golpe de Estado ocurrido en 1994. En Ascolta, Israele (1991) Ugo Bonanate imaginó un pasado alternativo en el que el judaísmo sigue siendo la única religión de Occidente.
Las novelas de Tullio Avoledo tuvieron un buen éxito a partir de L'elenco telefonico di Atlantide de 2003, que mezcla en proporciones varias suspense, ciencia ficción ucrónica, distopía, conspiración y fantasía urbana al estilo de Neil Gaiman. Dado que sus obras se presentan como de suspense, un género más aceptado que la ciencia ficción por el establecimiento cultural, Avoledo es uno de los pocos autores que logró llegar a al gran público y competir por los premios literarios convencionales.
A caballo entre los años noventa y el nuevo milenio en Italia, donde el período más controvertido y discutido de la historia reciente sigue siendo el fascismo, muchas obras de ucronía tienden a inspirarse en él y a buscar puntos de divergencia de la historia conocida: por ejemplo, imaginar lo que habría sucedido si la Italia de Mussolini no hubiera entrado en la guerra. Así, en el umbral de la década de 2000, se creó una vena narrativa definida con varias controversias, el fantafascismo, fascismo fantástico o «fascismo ficción», a partir del título de una antología de 2000 editada por Gianfranco De Turris, Fantafascismo! Storie dell'Italia ucronica.
Entre los principales ejemplos de esta corriente —anticipada por la novela satírica Benito I imperatore de 1950 de Marco Ramperti— se encuentran las novelas de la Trilogia di Occidente de Mario Farneti (de 2001 a 2006), en las que Mussolini decide declarar la tercera guerra mundial y conquistar todo el planeta; Nero italiano de Giampietro Stocco (2003), en el que Italia no entró en la guerra en 1940 y el régimen fascista continuó intacto hasta 1975; y L'inattesa piega degli eventi de Enrico Brizzi en 2008, en el que la Italia fascista no se puso del lado de la Alemania nazi en la Segunda Guerra Mundial. A estos se agregan varios cuentos incluidos en las colecciones editadas por De Turris, reconocido experto en literatura fantástica y cercano a la derecha espiritualista evoliana. A diferencia de los escritores ucrónicos anglosajones, casi todos los autores italianos citados, según Ł. J. Berezowski, «intentan demostrar que la Italia fascista era un estado militarizado, poderoso, bien desarrollado, con una fuerte representación política y amplias ambiciones imperialistas». Además, algunos buscan en sus trabajos de ucronía suavizar el carácter racista, corrupto, antidemocrático e iliberal del régimen, colocando simultáneamente en el centro, según Emiliano Marra, elementos minoritarios de su historia, como el dannunzianesimo, el tradicionalismo de Evola, el «espíritu legionario». La narrativa imaginativa se convierte así en una herramienta de investigación histórica «alternativa», sin las limitaciones y el rigor típicos de la historiografía, y es vista como un vehículo potencial para la propaganda política. Varios autores del «fascismo ficción» se convierten así en objeto de acusaciones de falsa historia, interpretaciones arbitrarias de hechos históricos o revisionismo histórico, a veces de criptofascismo y no faltan fuertes críticas sobre la misma calidad literaria de sus escritos.

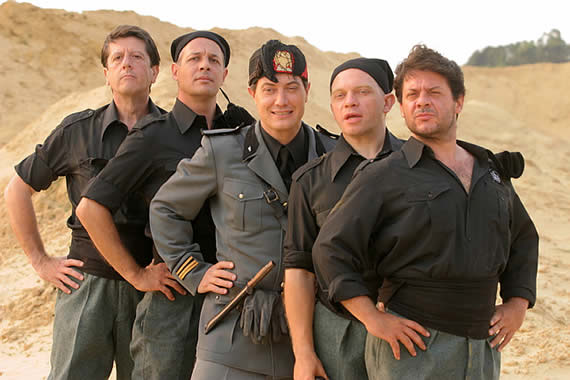
Escena de la película satírica Fascisti su Marte (2006), una parodia del «fascismo ficción».

La corriente fue satirizada por Il fascio sulle stelle di Benito Mussolini (2005) de Massimo Mongai, en la que imagina a un Mussolini alternativo que se convirtió en escritor mediocre de ciencia ficción en lugar de Duce; y en la parodia en cine de 2006 Fascisti su Marte de Corrado Guzzanti e Igor Skofic, basada en los sketch homónimos realizados por Guzzanti para el programa de televisión Il caso Scafroglia (2002), en una sátira política tanto de la Italia fascista, como del segundo gobierno de Berlusconi, filmado en el estilo típico de los noticieros del Instituto Luce.

## El segundo milenio
En 2000 renació bajo el nombre de Trieste Science+Fiction Festival, el festival internacional de cine de ciencia ficción de Trieste, después de una larga pausa de 18 años. En 2002 estableció el premio a la carrera Urania d'Argento (en colaboración con Urania de Mondadori), que en el transcurso de las ediciones posteriores se otorgará a directores italianos como Pupi Avati, Dario Argento y Gabriele Salvatores.
En el umbral de la década de 2000 nació una colección que competía directamente con Urania y que salió a la venta en quioscos, Solaria. Publicada por Fanucci a partir de 1999, también estableció un premio literario, pero de poco recorrido, debido a la crisis que afectó al sector. La serie histórica de Urania también se vio afectada por la crisis y en 2004 redujo a la mitad las publicaciones, pasando de quincenal a mensual.
La revista Robot, siempre dirigida por Vittorio Curtoni, se reanudó en 2003 su publicación, después de casi quince años de silencio, ganando cierto reconocimiento a nivel europeo. La revista enseguida anunció el premio Robot para historias inéditas, que había sido inaugurado originalmente en 1976. Fue publicado por Delos Books, una editorial especializada en ciencia ficción, fantasía y policíaca, fundada ese mismo año por Silvio Sosio, Franco Forte y Luigi Pachì de las cenizas de la editorial Solid. En 2005 se unió a Delos Books Gianfranco Viviani, exfundador de Nord y sus colecciones Cosmo de más de treinta años, quedando com odirector de una de las únicas colecciones de ciencia ficción que quedan en el mercado, Odissea Fantascienza.
Mientras tanto, Giovanni De Matteo, premio Urania 2007 con la Sezione π², Sandro Battisti, premio Urania 2014 con L'impero restaurato, y Marco Milani fundaron el movimiento del connettivismo, que, siguiendo los pasos del ciberpunk, tiene como objetivo combinar la extrapolación científica y la especulación social, en una síntesis que no desdeña los típicos experimentos de vanguardia. El grupo publicó la revista NeXT de 2005 a 2015. Los principales exponentes fueron Lukha B. Kremo, premio Urania 2015 con Pulphagus® y Francesco Verso premio Urania 2009 con E-Doll y en 2015 con Bloodbusters. Todos reunidos, en diferentes años, en la editorial kipple Officina Libraria.
Anteriormente, Lanfranco Fabriani en 2001 ganó el premio Urania con la novela Lungo i vicoli del tempo y en 2004 repitió el premio con la secuela Nelle nebbie del tempo. Dos veces también fue premiados a Donato Altomare, con Mater Maxima (2001) e Il dono di Svet (2008), y Alberto Costantini, con Terre accanto (2003) y Stella cadente (2006). Dario Tonani también publicó tres novelas en Urania y una en Millemondi (primer volumen de una serie totalmente dedicada a un autor italiano). En 2010, una editorial generalista, Mursia, publicó la novela postapocalíptica de Paolo Aresi, L'amore al tempo dei treni perduti.
En 2007, Luigi Petruzzelli fundó una editorial especializada en ciencia ficción, Edizioni Della Vigna y, junto con otros expertos, intervino en 2013 en Varese en el primer curso universitario en Italia oficialmente dedicado a la ciencia ficción.
En 2018, después de años de ausencia, regresa la revista Dimensione Cosmica: Marco Solfanelli, hijo del primer editor, confía la gestión conjunta a Gianfranco de Turris y al periodista y escritor Adriano Monti-Buzzetti.
En el campo de la historieta, las miniseries caracterizan sobre todo las nuevas producciones de Bonelli: Gregory Hunter (2001-2002) de Antonio Serra y Elena Pianta, inspiradas en los clásicos de la ópera espacial; Brad Barron (2005-2006) de Tito Faraci y Fabio Celoni, basado en el cine de invasiones extraterrestres de los años cincuenta; Lilith (desde 2008) de Luca Enoch, con viaje en el tiempo; Greystorm (2009-2010) de Antonio Serra y Gianmauro Cozzi, inspirado en las «novelas científicas» de Verne; Orfani (desde 2013), postapocalíptico de Roberto Recchioni y Emiliano Mammucari, que ha visto varias continuaciones. En 2000, los italianos Alessandro Barbucci y Barbara Canepa crearon Sky Doll para el mercado francés, ambientado en un futuro con atmósfera decadentes. En 2002, aparecieron Ines la ragazza pneumatica, de Celestino Pes y Roberto Baldazzini, caracterizada por un ambiente distópico; y Morgana de Luca Enoch y Mario Alberti, una especie de ciencia ficción fantástica (o «tecno-fantasía»), aunque diseñada para el mercado francés, también fue traducida en España, Portugal, Alemania y Estados Unidos. Stefano Vietti en 2006 idea NEXT 02, un mecha, para Il Giornalino.

### La ciencia ficción en línea
Con la excepción de Urania, con el final del segundo milenio, la literatura de ciencia ficción prácticamente desapareció de los quioscos italianos, después de ya haber cedido mucho terreno a los géneros de fantasía y terror, géneros que ya lo habían expulsado de las librerías. El papel de revistas como Robot (que sigue siendo publicada) ha sido parcialmente ocupado por publicaciones en Internet (tanto revistas profesionales, como webzines), que llegan a miles de lectores. Los más populares son Delos y Corriere della Fantascienza, que forman parte del portal Fantascienza.com  e Intercom.
Las revistas en línea no solo llegan al lector tradicional de ciencia ficción, sino que también involucran a los apasionados de este género en otras formas, como el cine, los cómics y especialmente las series de televisión. En este sentido, las revistas en línea contribuyen en cierta medida a acercar la literatura a quienes no la conocían, lo que impulsa, aunque sea en proporciones difíciles de verificar, el desarrollo de nuevas generaciones de lectores.
Los sitios web, blogs, foros, listas de correo, además de las redes sociales, también contribuyen en esta dirección, gracias a la creación de grandes comunidades de entusiastas y el consiguiente intercambio de experiencias y consejos de lectura, ampliando lo que antes de los noventa era, aunque en un grado mucho menor y cualitativamente diferente, el fenómeno de la fanaticada.